# Liste deutsch-französischer Ortsnamen im Elsass
Als Elsaß-Lothringen 1918 wieder von Frankreich annektiert wurde, wurden zahlreiche der deutschen Ortsnamen durch französische Bezeichnungen ersetzt, die in der Regel schon bis 1871 gültig waren. Einige Namen wurden leicht, andere stärker verändert. Wiederum blieben einige andere Ortsnamen unverändert (z. B. Forbach oder Bartenheim).

## Auflistung der deutsch-französischen Ortsbezeichnungen
| Deutsch                                       | Französisch                       | Elsässisch               | Département | Arrondissement       |                       |
| --------------------------------------------- | --------------------------------- | ------------------------ | ----------- | -------------------- | --------------------- |
| Achenheim                                     | Achenheim                         | Àchene                   | Unterelsass | Strasbourg           |                       |
| Adamsweiler                                   | Adamswiller                       | Àdàmswiller              | Unterelsass | Saverne              |                       |
| Algolsheim                                    | Algolsheim                        | Àlgelse                  | Oberelsass  | Colmar-Ribeauvillé   |                       |
| Allenweiler                                   | Allenwiller                       | Àllewiller               | Unterelsass | Saverne              |                       |
| Altdorf                                       | Altorf                            | Àldorf                   | Unterelsass | Molsheim             |                       |
| Alteckendorf                                  | Alteckendorf                      | Àltackedorf              | Unterelsass | Strasbourg           |                       |
| Altenach                                      | Altenach                          | Àltenàch                 | Oberelsass  | Altkirch             |                       |
| Altenheim                                     | Altenheim                         | Àltene                   | Unterelsass | Saverne              |                       |
| Altkirch                                      | Altkirch                          | Àltkìrech                | Oberelsass  | Altkirch             |                       |
| Altmünsterol                                  | Montreux-Vieux                    | (*) Àltmìnschtràl        | Oberelsass  | Altkirch             |                       |
| Altpfirt                                      | Vieux-Ferrette                    | Àlt-Pfìrt                | Oberelsass  | Altkirch             |                       |
| Altthann                                      | Vieux-Thann                       | Àlt-Dànn                 | Oberelsass  | Thann-Guebwiller     |                       |
| Altweier                                      | Aubure                            | Altwihr                  | Oberelsass  | Colmar-Ribeauvillé   |                       |
| Altweiler                                     | Altwiller                         | Àltwiller                | Unterelsass | Saverne              |                       |
| Ammerschweier                                 | Ammerschwihr                      | Ammerschwihr             | Oberelsass  | Ribeauvillé          |                       |
| Ammerzweiler                                  | Ammertzwiller                     | Àmmerzwìller             | Oberelsass  | Altkirch             |                       |
| Andlau                                        | Andlau                            | Àndlöi                   | Unterelsass | Sélestat-Erstein     |                       |
| Andolsheim                                    | Andolsheim                        | Àndelse                  | Oberelsass  | Colmar-Ribeauvillé   |                       |
| Appenweiher                                   | Appenwihr                         | Àppewihr                 | Oberelsass  | Colmar               |                       |
| Artolsheim                                    | Artolsheim                        | Àrtelse                  | Unterelsass | Sélestat-Erstein     |                       |
| Arzenheim                                     | Artzenheim                        | Ààrze                    | Oberelsass  | Colmar               |                       |
| Aschbach                                      | Aschbach                          | Àschbàch                 | Unterelsass | Haguenau-Wissembourg |                       |
| Aspach                                        | Aspach                            | Ààschpi                  | Oberelsass  | Altkirch             |                       |
| Aßweiler                                      | Asswiller                         | Àsswiller                | Unterelsass | Saverne              |                       |
| Attenschweiler                                | Attenschwiller                    | Àtteschwìller            | Oberelsass  | Mulhouse             |                       |
| Au                                            | Lauw                              | d Ài                     | Oberelsass  | Thann-Guebwiller     |                       |
| Auenheim                                      | Auenheim                          | Auenem                   | Unterelsass | Haguenau-Wissembourg |                       |
| Avolsheim                                     | Avolsheim                         | Àvelse                   | Unterelsass | Molsheim             |                       |
| Bad Morsbronn                                 | Morsbronn-les-Bains               | Morschbrunn              | Unterelsass | Haguenau-Wissembourg |                       |
| Bad Niederbronn                               | Niederbronn-les-Bains             | Nìderbrunn               | Unterelsass | Haguenau-Wissembourg |                       |
| Balbronn                                      | Balbronn                          | Bàlwere                  | Unterelsass | Molsheim             |                       |
| Baldenheim                                    | Baldenheim                        | Bàldene                  | Unterelsass | Sélestat-Erstein     |                       |
| Baldersheim                                   | Baldersheim                       | Bàldersche               | Oberelsass  | Mülhausen            |                       |
| Balgau                                        | Balgau                            | Bàlgäu                   | Oberelsass  | Colmar-Ribeauvillé   |                       |
| Ballersdorf                                   | Ballersdorf                       | Bàllerschdorf            | Oberelsass  | Altkirch             |                       |
| Balschweiler                                  | Balschwiller                      | Bàlschwìller             | Oberelsass  | Altkirch             |                       |
| Balzenheim                                    | Baltzenheim                       | Bàlze                    | Oberelsass  | Colmar-Ribeauvillé   |                       |
| Banzenheim                                    | Bantzenheim                       | Bànzene                  | Oberelsass  | Mulhouse             |                       |
| Barenbach                                     | Barembach                         | (*) Bàrebàch             | Unterelsass | Molsheim             |                       |
| Bärendorf                                     | Baerendorf                        | Bäredorf                 | Unterelsass | Zabern               |                       |
| Baronsweiler                                  | Bellemagny                        | (*) Baretswiller         | Oberelsass  | Altkirch             |                       |
| Barr                                          | Barr                              | Bàrr                     | Unterelsass | Sélestat-Erstein     |                       |
| Bartenheim                                    | Bartenheim                        | Bàrtene                  | Oberelsass  | Mulhouse             |                       |
| Bassenberg                                    | Bassemberg                        | (*)                      | Unterelsass | Sélestat-Erstein     |                       |
| Battenheim                                    | Battenheim                        | Bàttene                  | Oberelsass  | Mulhouse             |                       |
| Batzendorf                                    | Batzendorf                        | Bàtzedorf                | Unterelsass | Haguenau-Wissembourg |                       |
| Bebelnheim                                    | Beblenheim                        | Bawle                    | Oberelsass  | Colmar-Ribeauvillé   |                       |
| Beinheim                                      | Beinheim                          | Bänem                    | Unterelsass | Haguenau-Wissembourg |                       |
| Bendorf                                       | Bendorf                           | Banderf                  | Oberelsass  | Altkirch             |                       |
| Benfeld                                       | Benfeld                           | Banfald                  | Unterelsass | Sélestat-Erstein     |                       |
| Bennweier                                     | Bennwihr                          | Bànnwihr                 | Oberelsass  | Colmar-Ribeauvillé   |                       |
| Berenzweiler                                  | Berentzwiller                     | Barezwiller              | Oberelsass  | Altkirch             |                       |
| Berg                                          | Berg                              | Bärich                   | Unterelsass | Saverne              |                       |
| Bergbieten                                    | Bergbieten                        | Baribiete / Biete        | Unterelsass | Molsheim             |                       |
| Bergheim                                      | Bergheim                          | Barige                   | Oberelsass  | Colmar-Ribeauvillé   |                       |
| Bergholz                                      | Bergholtz                         | Bargholz                 | Oberelsass  | Thann-Guebwiller     |                       |
| Bergholz-Zell                                 | Bergholtzzell                     | Bargholzzàll             | Oberelsass  | Thann-Guebwiller     |                       |
| Berheim-Irmstett                              | Scharrachbergheim-Irmstett        | Barige-ìrmstett          | Unterelsass | Molsheim             |                       |
| Bernhardsweiler                               | Bernardvillé                      | Batschwiller (ìm Loch)   | Unterelsass | Sélestat-Erstein     |                       |
| Bernhardsweiler                               | Bernardswiller                    | Batschwiller             | Unterelsass | Sélestat-Erstein     |                       |
| Bernolsheim                                   | Bernolsheim                       | Banze                    | Unterelsass | Haguenau-Wissembourg |                       |
| Bernweiler                                    | Bernwiller                        | Barnwiller               | Oberelsass  | Thann-Guebwiller     |                       |
| Berrweiler                                    | Berrwiller                        | Barrwiller               | Oberelsass  | Thann-Guebwiller\|   |                       |
| Berstett                                      | Berstett                          | Barstett                 | Unterelsass | Saverne              |                       |
| Berstheim                                     | Berstheim                         | Barschem                 | Unterelsass | Haguenau-Wissembourg |                       |
| Betschdorf                                    | Betschdorf                        | Batschdorf               | Unterelsass | Haguenau-Wissembourg |                       |
| Bettendorf                                    | Bettendorf                        | Batterf                  | Oberelsass  | Altkirch             |                       |
| Bettlach                                      | Bettlach                          | Bättlàch                 | Oberelsass  | Altkirch             |                       |
| Bettweiler                                    | Bettwiller                        | Bättwiller               | Unterelsass | Saverne              |                       |
| Biblisheim                                    | Biblisheim                        | Bìwelse                  | Unterelsass | Haguenau-Wissembourg |                       |
| Biederthal                                    | Biederthal                        | Bierthel                 | Oberelsass  | Altkirch             |                       |
| Biesheim                                      | Biesheim                          | Biese                    | Oberelsass  | Colmar-Ribeauvillé   |                       |
| Bietlenheim                                   | Bietlenheim                       | Bietle                   | Unterelsass | Haguenau-Wissembourg |                       |
| Bilwisheim                                    | Bilwisheim                        | Bìlse                    | Unterelsass | Haguenau-Wissembourg |                       |
| Bilzheim                                      | Biltzheim                         | Bìlze                    | Oberelsass  | Thann-Guebwiller     |                       |
| Bindernheim                                   | Bindernheim                       | Bìndre                   | Unterelsass | Sélestat-Erstein     |                       |
| Birkenwald                                    | Birkenwald                        | Bìrikewàld               | Unterelsass | Saverne              |                       |
| Bischdorf a.d. Saar                           | Bischtroff-sur-Sarre              | Bìschdroff               | Unterelsass | Saverne              |                       |
| Bischheim                                     | Bischheim                         | Bìsche                   | Unterelsass | Strasbourg           |                       |
| Bischholz                                     | Bischholtz                        | Bìscholz                 | Unterelsass | Saverne              |                       |
| Bischofsheim im Elsass                        | Bischoffsheim                     | Bìsche                   | Unterelsass | Molsheim             |                       |
| Bischweier                                    | Bischwihr                         | Bìschwihr                | Oberelsass  | Colmar-Ribeauvillé   |                       |
| Bischweiler                                   | Bischwiller                       | Bìschwiller              | Unterelsass | Haguenau-Wissembourg |                       |
| Bisel                                         | Bisel                             | Bìsel                    | Oberelsass  | Altkirch             |                       |
| Bissert                                       | Bissert                           | Bìssert                  | Unterelsass | Saverne              |                       |
| Bitschhofen                                   | Bitschhoffen                      | Bìtschoffe               | Unterelsass | Haguenau-Wissembourg |                       |
| Bitschweiler                                  | Bitschwiller-lès-Thann            | Bitschwiller             | Oberelsass  | Thann-Guebwiller     |                       |
| Bläsheim                                      | Blaesheim                         | Blaase                   | Unterelsass | Strasbourg           |                       |
| Blen                                          | Plaine                            | (*)                      | Unterelsass | Molsheim             |                       |
| Bliensbach                                    | Blancherupt                       | (*)                      | Unterelsass | Molsheim             |                       |
| Blienschweiler                                | Blienschwiller                    | Bleschwiller             | Unterelsass | Sélestat-Erstein     |                       |
| Blodelsheim                                   | Blodelsheim                       | Blodelse                 | Oberelsass  | Thann-Guebwiller     |                       |
| Blotzheim                                     | Blotzheim                         | Blohze                   | Oberelsass  | Mulhouse             |                       |
| Bollweiler                                    | Bollwiller                        | Bollwiller               | Oberelsass  | Thann-Guebwiller     |                       |
| Bolsenheim                                    | Bolsenheim                        | Bolsene                  | Unterelsass | Sélestat-Erstein     |                       |
| Boofzheim                                     | Boofzheim                         | Bofze                    | Unterelsass | Sélestat-Erstein     |                       |
| Boozheim                                      | Bootzheim                         | Booze                    | Unterelsass | Sélestat-Erstein     |                       |
| Börsch                                        | Bœrsch                            | Bersch                   | Unterelsass | Molsheim             |                       |
| Bösenbiesen                                   | Bœsenbiesen                       | Biese                    | Unterelsass | Sélestat-Erstein     |                       |
| Bosselshausen                                 | Bosselshausen                     | Bosselshüse              | Unterelsass | Saverne              |                       |
| Bossendorf                                    | Bossendorf                        | Bossedorf                | Unterelsass | Saverne              |                       |
| Breitenau                                     | Breitenau                         | (*) Braitnöi             | Unterelsass | Sélestat-Erstein     |                       |
| Breitenbach                                   | Breitenbach-Haut-Rhin             | Bräitebàch               | Oberelsass  | Colmar-Ribeauvillé   |                       |
| Breitenbach                                   | Breitenbach                       | Braitebàch               | Unterelsass | Sélestat-Erstein     |                       |
| Bretten                                       | Bretten                           | Bratte                   | Oberelsass  | Altkirch             |                       |
| Breuschwickersheim                            | Breuschwickersheim                | Wickersche               | Unterelsass | Strasbourg           |                       |
| Brinkheim                                     | Brinckheim                        | Brìnke                   | Oberelsass  | Mulhouse             |                       |
| Brubach                                       | Bruebach                          | Bruebi                   | Oberelsass  | Mulhouse             |                       |
| Brückensweiler                                | Bréchaumont                       | Bruckedswiller           | Oberelsass  | Altkirch             |                       |
| Brumath                                       | Brumath                           | Bröömt                   | Unterelsass | Haguenau-Wissembourg |                       |
| Brunstatt                                     | Brunstatt                         | Brunscht                 | Oberelsass  | Mulhouse             |                       |
| Buchsweiler                                   | Bouxwiller                        | Busswiller               | Oberelsass  | Altkirch             |                       |
| Buchsweiler                                   | Bouxwiller                        | Busswiller               | Unterelsass | Saverne              |                       |
| Bühl                                          | Buhl                              | Beel                     | Oberelsass  | Thann-Guebwiller     |                       |
| Bühl                                          | Buhl                              | Bihl                     | Unterelsass | Haguenau-Wissembourg |                       |
| Burbach                                       | Burbach                           | Burbàch                  | Unterelsass | Saverne              |                       |
| Burg-Breusch / Breuscheburg                   | Bourg-Bruche                      | (*)                      | Unterelsass | Molsheim             |                       |
| Burgfelden                                    | Bourgfelden                       | ?                        | Oberelsass  | Mulhouse             |                       |
| Burgheim                                      | Bourgheim                         | Burige                   | Unterelsass | Sélestat-Erstein     |                       |
| Burzweiler                                    | Bourtzwiller                      |                          | Oberelsass  | Mulhouse             |                       |
| Buschweiler                                   | Buschwiller                       | Büschwìller              | Oberelsass  | Mulhouse             |                       |
| Büst                                          | Bust                              | Bìscht                   | Unterelsass | Saverne              |                       |
| Büsweiler                                     | Buswiller                         | Bueswiller               | Unterelsass | Saverne              |                       |
| Bütten                                        | Butten                            | Bìtte                    | Unterelsass | Saverne              |                       |
| Bütweiler                                     | Buethwiller                       | Büethwiller              | Oberelsass  | Altkirch             |                       |
| Colmar                                        | Colmar                            | Colmer                   | Oberelsass  | Colmar-Ribeauvillé   |                       |
| Dachstein                                     | Dachstein                         | Dàchstaan                | Unterelsass | Molsheim             | Molsheim              |
| Dahlenheim                                    | Dahlenheim                        | Dàhle                    | Unterelsass | Molsheim             | Wasselnheim           |
| Dalhunden                                     | Dalhunden                         | Dalhunde                 | Unterelsass | Haguenau-Wissembourg | Bischweiler           |
| Dambach                                       | Dambach                           | Dàmbàch                  | Unterelsass | Haguenau-Wissembourg | Niederbronn           |
| Dambach                                       | Dambach-la-Ville                  | Dàmbàch                  | Unterelsass | Schlettstadt-Erstein | Barr                  |
| Dammerkirch                                   | Dannemarie                        | Dàmmerkìlch              | Oberelsass  | Altkirch             | Dammerkirch           |
| Dangolsheim                                   | Dangolsheim                       | Dàngelse                 | Unterelsass | Molsheim             | Wasselnheim           |
| Daubensand                                    | Daubensand                        | Düwesànd                 | Unterelsass | Schlettstadt-Erstein | Erstein               |
| Dauendorf                                     | Dauendorf                         | Dàiedorf / Dauedorf      | Unterelsass | Haguenau-Wissembourg | Hagenau               |
| Dehlingen                                     | Dehlingen                         | Dählinge                 | Unterelsass | Zabern               | Saarunion             |
| Dessenheim                                    | Dessenheim                        | Dassene                  | Oberelsass  | Colmar-Ribeauvillé   | Neu-Breisach          |
| Dettweiler                                    | Dettwiller                        | Dettwiller               | Unterelsass | Zabern               | Zabern                |
| Deutsch-Rumbach                               | Rombach-le-Franc                  | (*) Rumbach              | Oberelsass  | Colmar-Ribeauvillé   |                       |
| Didenheim                                     | Didenheim                         | Dìdene                   | Oberelsass  | Mülhausen            | Mülhausen Süd         |
| Diebolsheim                                   | Diebolsheim                       | Dìwelse                  | Unterelsass | Schlettstadt-Erstein | Markolsheim           |
| Diedendorf                                    | Diedendorf                        | Dììdedorf                | Unterelsass | Zabern               | Saarunion             |
| Diedolshausen                                 | Le Bonhomme                       | (*) Bonom                | Oberelsass  | Colmar-Ribeauvillé   |                       |
| Diefenbach bei Wörth                          | Dieffenbach-lès-Wœrth             | Diefebàch                | Unterelsass | Haguenau-Wissembourg | Wörth                 |
| Diefenbach im Tal                             | Dieffenbach-au-Val                | Diefebach                | Unterelsass | Schlettstadt-Erstein | Weiler                |
| Diefenthal                                    | Dieffenthal                       | Diefetal                 | Unterelsass | Schlettstadt-Erstein | Schlettstadt          |
| Diefmatten                                    | Diefmatten                        | Diefmàtte                | Oberelsass  | Altkirch             | Dammerkirch           |
| Diemeringen                                   | Diemeringen                       | Dììmeringe               | Unterelsass | Zabern               | Drulingen             |
| Dietweiler                                    | Dietwiller                        | Dietwiller               | Oberelsass  | Mülhausen            | Sierenz               |
| Dimbstal                                      | Dimbsthal                         | Dìmschtel                | Unterelsass | Zabern               | Maursmünster          |
| Dingsheim                                     | Dingsheim                         | Dìngse                   | Unterelsass | Straßburg-Land       | Truchtersheim         |
| Dinsheim                                      | Dinsheim-sur-Bruche               | Dìnse                    | Unterelsass | Molsheim             | Molsheim              |
| Dollern                                       | Dolleren                          | Dollere                  | Oberelsass  | Thann                | Masmünster            |
| Domfessel                                     | Domfessel                         | Domfassel                | Unterelsass | Zabern               | Saarunion             |
| Donnenheim                                    | Donnenheim                        | Dunnene                  | Unterelsass | Straßburg-Land       | Brumath               |
| Dorlisheim                                    | Dorlisheim                        | Dorelse                  | Unterelsass | Molsheim             | Molsheim              |
| Dossenheim                                    | Dossenheim-sur-Zinsel             | Duusne                   | Unterelsass | Zabern               | Buchsweiler           |
| Dossenheim-Kochersberg                        | Dossenheim-Kochersberg            | Doosne                   | Unterelsass | Straßburg-Land       | Truchtersheim         |
| Drachenbronn-Birlenbach                       | Drachenbronn-Birlenbach           | Dràchebrunn-Bìrlebach    | Unterelsass | Haguenau-Wissembourg | Sulz                  |
| Dreiähren                                     | Les Trois-Épis                    |                          | Oberelsass  |                      |                       |
| Drulingen                                     | Drulingen                         | Drulìnge                 | Unterelsass | Zabern               | Drulingen             |
| Drusenheim                                    | Drusenheim                        | Drösem / Drüsenem        | Unterelsass | Haguenau-Wissembourg | Bischweiler           |
| Dunzenheim                                    | Duntzenheim                       | Dunzne                   | Unterelsass | Straßburg-Land       | Hochfelden            |
| Düppigheim                                    | Duppigheim                        | Dìppje                   | Unterelsass | Straßburg-Land       | Geispolsheim          |
| Durlinsdorf                                   | Durlinsdorf                       | Deerlersterf             | Oberelsass  | Altkirch             | Pfirt                 |
| Durmenach                                     | Durmenach                         | Dìrmene                  | Oberelsass  | Altkirch             | Pfirt                 |
| Dürningen                                     | Durningen                         | Dìrnìnge                 | Unterelsass | Straßburg-Land       | Truchtersheim         |
| Dürrenbach                                    | Durrenbach                        | Dìrrebàch                | Unterelsass | Haguenau-Wissembourg | Wörth                 |
| Dürrenenzen                                   | Durrenentzen                      | Dìrrenanze               | Oberelsass  | Colmar-Ribeauvillé   |                       |
| Durstel                                       | Durstel                           | Durschtel                | Unterelsass | Zabern               | Drulingen             |
| Düttelnheim                                   | Duttlenheim                       | Dìttle                   | Unterelsass | Molsheim             | Molsheim              |
| Eberbach bei Selz                             | Eberbach-Seltz                    | Äwerbàch                 | Unterelsass | Haguenau-Wissembourg | Selz                  |
| Eberbach bei Wörth                            | Eberbach-Wœrth                    |                          | Unterelsass |                      |                       |
| Ebersheim                                     | Ebersheim                         | Awersche                 | Unterelsass | Schlettstadt-Erstein | Schlettstadt          |
| Ebersmünster                                  | Ebersmunster                      | Awerschmìnster           | Unterelsass | Schlettstadt-Erstein | Schlettstadt          |
| Eckartsweiler                                 | Eckartswiller                     | Eckertswiller            | Unterelsass | Zabern               | Zabern                |
| Eckbolsheim                                   | Eckbolsheim                       | Eckelse                  | Unterelsass | Straßburg-Land       | Mundolsheim           |
| Eckwersheim                                   | Eckwersheim                       | Eckbersche               | Unterelsass | Straßburg-Land       | Brumath               |
| Egisheim                                      | Eguisheim                         | Exe                      | Oberelsass  | Colmar-Ribeauvillé   |                       |
| Eglingen                                      | Eglingen                          | Eglìnge                  | Oberelsass  | Altkirch             | Altkirch              |
| Ehnweier                                      | Ehnwihr                           |                          | Unterelsass |                      |                       |
| Eichhofen im Elsass                           | Eichhoffen                        | Äschhoffe                | Unterelsass | Schlettstadt-Erstein | Barr                  |
| Eichwald                                      | Chalampé                          | Schàlàmpi                | Oberelsass  | Mülhausen            | Illzach               |
| Ellbach                                       | Elbach                            | Albach                   | Oberelsass  | Altkirch             | Dammerkirch           |
| Elsenheim                                     | Elsenheim                         | Else                     | Unterelsass | Schlettstadt-Erstein | Markolsheim           |
| Emlingen                                      | Emlingen                          | Emlìnge                  | Oberelsass  | Altkirch             | Altkirch              |
| Engweiler                                     | Engwiller                         | Angwìller                | Unterelsass | Haguenau-Wissembourg | Niederbronn           |
| Ensisheim                                     | Ensisheim                         | Anze                     | Oberelsass  | Gebweiler            | Ensisheim             |
| Enzheim                                       | Entzheim                          | Anze                     | Unterelsass | Straßburg-Land       | Geispolsheim          |
| Epfig                                         | Epfig                             | Apfig                    | Unterelsass | Schlettstadt-Erstein | Barr                  |
| Ergersheim                                    | Ergersheim                        | Arische                  | Unterelsass | Molsheim             | Molsheim              |
| Erkartsweiler                                 | Erckartswiller                    | Erkertswiller            | Unterelsass | Zabern               | Lützelstein           |
| Erlenbach                                     | Albé                              | Erlebàch                 | Unterelsass | Schlettstadt-Erstein | Weiler                |
| Ernolsheim                                    | Ernolsheim-Bruche                 | Arelse                   | Unterelsass | Molsheim             | Molsheim              |
| Ernolsheim                                    | Ernolsheim-lès-Saverne            | Arelse                   | Unterelsass | Zabern               | Zabern                |
| Erstein                                       | Erstein                           | Eerstain                 | Unterelsass | Schlettstadt-Erstein | Erstein               |
| Eschau                                        | Eschau                            | Aschöi                   | Unterelsass | Straßburg-Land       | Geispolsheim          |
| Eschbach                                      | Eschbach                          | Eschbàch                 | Unterelsass | Haguenau-Wissembourg | Wörth                 |
| Eschbach im Tal                               | Eschbach-au-Val                   | Eschbe im Dàl            | Oberelsass  | Colmar-Ribeauvillé   |                       |
| Eschburg                                      | Eschbourg                         | Eschburi                 | Unterelsass | Zabern               | Lützelstein           |
| Eschenzweiler                                 | Eschentzwiller                    | Aschedswiller            | Oberelsass  | Mülhausen            | Habsheim              |
| Eschweiler                                    | Eschwiller                        | Eschwiller               | Unterelsass | Zabern               | Drulingen             |
| Ettendorf                                     | Ettendorf                         | Attedorf                 | Unterelsass | Straßburg-Land       | Hochfelden            |
| Eyweiler                                      | Eywiller                          | Äiwiller                 | Unterelsass | Zabern               | Drulingen             |
| Falkweiler                                    | Falkwiller                        | Fàlkwiller               | Oberelsass  | Altkirch             | Dammerkirch           |
| Fegersheim                                    | Fegersheim                        | Fajersche                | Unterelsass | Straßburg-Land       | Geispolsheim          |
| Feldbach                                      | Feldbach                          | Falbe                    | Oberelsass  | Altkirch             | Hirsingen             |
| Feldkirch                                     | Feldkirch                         | Faldkìrech               | Oberelsass  | Gebweiler            | Sulz                  |
| Felleringen                                   | Fellering                         | Falleri                  | Oberelsass  | Thann                | Sankt Amarin          |
| Fessenheim                                    | Fessenheim-le-Bas                 | Fassne                   | Unterelsass | Straßburg-Land       | Truchtersheim         |
| Fessenheim                                    | Fessenheim                        | Fassene                  | Oberelsass  | Gebweiler            | Ensisheim             |
| Fislis                                        | Fislis                            | Feeslis                  | Oberelsass  | Altkirch             | Pfirt                 |
| Flachslanden                                  | Flaxlanden                        | Flàxlànde                | Oberelsass  | Mülhausen            | Mülhausen Süd         |
| Flexburg                                      | Flexbourg                         | Flagschburi              | Unterelsass | Molsheim             | Wasselnheim           |
| Forstfeld                                     | Forstfeld                         | Forschfald               | Unterelsass | Haguenau-Wissembourg | Bischweiler           |
| Forstheim                                     | Forstheim                         | Forschem                 | Unterelsass | Haguenau-Wissembourg | Wörth                 |
| Fort-Louis                                    | Fort-Louis                        | For-Lui                  | Unterelsass | Haguenau-Wissembourg | Bischweiler           |
| Fortschweier                                  | Fortschwihr                       | Fortschwihr              | Oberelsass  | Colmar-Ribeauvillé   | Andolsheim            |
| Franken                                       | Franken                           | Frànke                   | Oberelsass  | Altkirch             | Altkirch              |
| Frankenburg                                   | Frankenbourg                      |                          | Unterelsass |                      |                       |
| Friedolsheim                                  | Friedolsheim                      | Freedelse                | Unterelsass | Straßburg-Land       | Hochfelden            |
| Friesen                                       | Friesen                           | Friese                   | Oberelsass  | Altkirch             | Hirsingen             |
| Friesenheim                                   | Friesenheim                       | Friesene                 | Unterelsass | Schlettstadt-Erstein | Benfeld               |
| Frohmühl                                      | Frohmuhl                          | Frohmìl                  | Unterelsass | Zabern               | Lützelstein           |
| Fröningen                                     | Frœningen                         | Frehnige                 | Oberelsass  | Altkirch             | Altkirch              |
| Fröschweiler                                  | Frœschwiller                      | Freschwiller             | Unterelsass | Haguenau-Wissembourg | Wörth                 |
| Füllern                                       | Fulleren                          | Fìllere                  | Oberelsass  | Altkirch             |                       |
| Furchhausen                                   | Furchhausen                       | Furichhüse               | Unterelsass | Zabern               | Zabern                |
| Fürdenheim                                    | Furdenheim                        | Fìrne                    | Unterelsass | Straßburg-Land       | Truchtersheim         |
| Galfingen                                     | Galfingue                         | Gàlfìnge                 | Oberelsass  | Mülhausen            | Mülhausen Süd         |
| Gambsheim                                     | Gambsheim                         | Gàmbse                   | Unterelsass | Straßburg-Land       | Brumath               |
| Geberschweier                                 | Gueberschwihr                     | Gawerschwihr             | Oberelsass  | Gebweiler            | Rufach                |
| Gebweiler                                     | Guebwiller                        | Gawiller                 | Oberelsass  | Gebweiler            | Gebweiler             |
| Geishausen                                    | Geishouse                         | Gaishüse                 | Oberelsass  | Thann                | Sankt Amarin          |
| Geispitzen                                    | Geispitzen                        | Gaispìtze                | Oberelsass  | Mülhausen            | Sierenz               |
| Geispolsheim                                  | Geispolsheim                      | Gäispìtze                | Unterelsass | Straßburg-Land       | Geispolsheim          |
| Geiswasser                                    | Geiswasser                        | Geisswàsser              | Oberelsass  | Colmar-Ribeauvillé   |                       |
| Geisweiler                                    | Geiswiller                        | Gäiswiller               | Unterelsass | Straßburg-Land       | Hochfelden            |
| Gemar                                         | Guémar                            | Geemàr                   | Oberelsass  | Colmar-Ribeauvillé   |                       |
| Gensburg                                      | Gensbourg                         |                          | Unterelsass |                      |                       |
| Gereuth                                       | Neubois                           | Grit                     | Unterelsass | Schlettstadt-Erstein | Weiler                |
| Gerstheim                                     | Gerstheim                         | Geerschte                | Unterelsass | Schlettstadt-Erstein | Erstein               |
| Gertweiler                                    | Gertwiller                        | Gertwiller               | Unterelsass | Schlettstadt-Erstein | Barr                  |
| Geudertheim                                   | Geudertheim                       | Gaiderte                 | Unterelsass | Straßburg-Land       | Brumath               |
| Gevenatten                                    | Guevenatten                       | Gavenàtt                 | Oberelsass  | Altkirch             | Dammerkirch           |
| Gewenheim                                     | Guewenheim                        | Gaiwene                  | Oberelsass  | Thann                | Thann                 |
| Gildweiler                                    | Gildwiller                        | Gìldwìller               | Oberelsass  | Altkirch             | Dammerkirch           |
| Gingsheim                                     | Gingsheim                         | Gìngse                   | Unterelsass | Straßburg-Land       | Hochfelden            |
| Goldbach-Altenbach                            | Goldbach-Altenbach                | Golbàch-Àltebàch         | Oberelsass  | Thann                | Sankt Amarin          |
| Gommersdorf                                   | Gommersdorf                       | Gummerschdorf            | Oberelsass  | Altkirch             | Dammerkirch           |
| Görlingen                                     | Gœrlingen                         | Geerlinge                | Unterelsass | Zabern               | Drulingen             |
| Görsdorf                                      | Gœrsdorf                          | Gerschdorf               | Unterelsass | Haguenau-Wissembourg | Wörth                 |
| Gottenhausen                                  | Gottenhouse                       | Gottehüse                | Unterelsass | Zabern               | Maursmünster          |
| Gottesheim                                    | Gottesheim                        | Gottsne                  | Unterelsass | Zabern               | Zabern                |
| Gottesthal-Luttern                            | Valdieu-Lutran                    | (*) Grüene-Lüttre        | Oberelsass  | Altkirch             | Dammerkirch           |
| Goxweiler                                     | Goxwiller                         | Gogschwiller             | Unterelsass | Schlettstadt-Erstein | Oberehnheim           |
| Grassendorf                                   | Grassendorf                       | Gràssedorf               | Unterelsass | Straßburg-Land       | Hochfelden            |
| Grendelbruch                                  | Grendelbruch                      | Grandelbrüech            | Unterelsass | Molsheim             | Rosheim               |
| Grenzingen                                    | Grentzingen                       | Granzìnge                | Oberelsass  | Altkirch             | Hirsingen             |
| Greßweiler                                    | Gresswiller                       | Grasswiller              | Unterelsass | Molsheim             | Molsheim              |
| Gries                                         | Gries                             | Gries                    | Unterelsass | Straßburg-Land       | Brumath               |
| Griesbach                                     | Griesbach-le-Bastberg             | Grischbe                 | Unterelsass | Zabern               | Buchsweiler           |
| Griesbach                                     | Griesbach                         | Grischbe                 | Unterelsass | Haguenau-Wissembourg | Niederbronn           |
| Griesbach im Tal                              | Griesbach-au-Val                  | Grischbe im Dàl          | Oberelsass  | Colmar-Ribeauvillé   |                       |
| Griesheim bei Molsheim                        | Griesheim-près-Molsheim           | Griese                   | Unterelsass | Molsheim             | Rosheim               |
| Griesheim                                     | Griesheim-sur-Souffel             | Griese                   | Unterelsass | Straßburg-Land       | Truchtersheim         |
| Groß Rumbach                                  | Grand Rombach                     |                          | Oberelsass  |                      |                       |
| Grube im Weilertal                            | Fouchy                            | (*) Grüeb                | Unterelsass | Schlettstadt-Erstein | Weiler                |
| Grussenheim                                   | Grussenheim                       | Grüsse                   | Oberelsass  | Colmar-Ribeauvillé   |                       |
| Gugenheim                                     | Gougenheim                        | Gööne                    | Unterelsass | Straßburg-Land       | Truchtersheim         |
| Gumprechtshofen                               | Gumbrechtshoffen                  | Gumbertshoffe            | Unterelsass | Haguenau-Wissembourg | Niederbronn           |
| Gundershofen                                  | Gundershoffen                     | Gunderschoffe            | Unterelsass | Haguenau-Wissembourg | Niederbronn           |
| Gundolsheim                                   | Gundolsheim                       | Gungelse                 | Oberelsass  | Gebweiler            | Rufach                |
| Gungweiler                                    | Gungwiller                        | Gungwiller               | Unterelsass | Zabern               | Drulingen             |
| Gunsbach                                      | Gunsbach                          | Gìnschbe                 | Oberelsass  | Colmar-Ribeauvillé   |                       |
| Günstett                                      | Gunstett                          | Gunstett                 | Unterelsass | Haguenau-Wissembourg | Wörth                 |
| Habsheim                                      | Habsheim                          | Hàbse                    | Oberelsass  | Mülhausen            | Habsheim              |
| Hägen                                         | Haegen                            | Haaje / Haage            | Unterelsass | Zabern               | Maursmünster          |
| Hagenau                                       | Haguenau                          | Hàwenau / Hàjenöi        | Unterelsass | Haguenau-Wissembourg | Hagenau               |
| Hagenbach                                     | Hagenbach                         | Hàgebàch                 | Oberelsass  | Altkirch             | Dammerkirch           |
| Handschuheim                                  | Handschuheim                      | Hänsche / Hansche        | Unterelsass | Straßburg-Land       | Truchtersheim         |
| Hangenbieten                                  | Hangenbieten                      | Hàngebiete               | Unterelsass | Straßburg-Land       | Mundolsheim           |
| Harskirchen                                   | Harskirchen                       | Hàschkìech               | Unterelsass | Zabern               | Saarunion             |
| Harthausen                                    | Harthouse                         |                          |             |                      |                       |
| Hartmannsweiler                               | Hartmannswiller                   | Hàrtmànnswiller          | Oberelsass  | Gebweiler            | Sulz                  |
| Häsingen                                      | Hésingue                          | Häsige                   | Oberelsass  | Mülhausen            | Hüningen              |
| Hatten                                        | Hatten                            | Hàtte                    | Unterelsass | Haguenau-Wissembourg | Sulz                  |
| Hattmatt                                      | Hattmatt                          | Hàttmàtt                 | Unterelsass | Zabern               | Zabern                |
| Hattstatt                                     | Hattstatt                         | Hàttschet                | Oberelsass  | Gebweiler            | Rufach                |
| Hausen                                        | Houssen                           | Hüssa / Hùza             | Oberelsass  |                      |                       |
| Häusern                                       | Husseren-les-Châteaux             | Hìsre                    | Oberelsass  | Colmar-Ribeauvillé   |                       |
| Hausgauen                                     | Hausgauen                         | Hüsgaie                  | Oberelsass  | Altkirch             | Altkirch              |
| Haussen                                       | Houssen                           | Hüse                     | Oberelsass  | Colmar-Ribeauvillé   |                       |
| Hecken                                        | Hecken                            | Hecke                    | Oberelsass  | Altkirch             | Dammerkirch           |
| Hegeney                                       | Hegeney                           | Hajenai                  | Unterelsass | Haguenau-Wissembourg | Wörth                 |
| Hegenheim                                     | Hégenheim                         | Hagene                   | Oberelsass  | Mülhausen            | Hüningen              |
| Heidolsheim                                   | Heidolsheim                       | Haidelse                 | Unterelsass | Schlettstadt-Erstein | Markolsheim           |
| Heidweiler                                    | Heidwiller                        | Haidwìller               | Oberelsass  | Altkirch             | Altkirch              |
| Heiligenberg                                  | Heiligenberg                      | Hellebari                | Unterelsass | Molsheim             | Molsheim              |
| Heiligenstein                                 | Heiligenstein                     | Heljestään               | Unterelsass | Schlettstadt-Erstein | Barr                  |
| Heiligkreuz                                   | Sainte-Croix-en-Plaine            | Heilikriz                | Oberelsass  | Colmar-Ribeauvillé   |                       |
| Heimersdorf                                   | Heimersdorf                       | Haimersdorf              | Oberelsass  | Altkirch             | Hirsingen             |
| Heimsbrunn                                    | Heimsbrunn                        | Hemschprung              | Oberelsass  | Mülhausen            | Mülhausen Süd         |
| Heiteren                                      | Heiteren                          | Haitre                   | Oberelsass  | Colmar-Ribeauvillé   |                       |
| Heiweiler                                     | Heiwiller                         | Haiwìller                | Oberelsass  | Altkirch             | Altkirch              |
| Helfrantskirch                                | Helfrantzkirch                    |                          | Oberelsass  |                      |                       |
| Helfranzkirch                                 | Helfrantzkirch                    | Halfrànzchìlech          | Oberelsass  | Mülhausen            | Sierenz               |
| Henflingen                                    | Henflingen                        | Haiflìnge                | Oberelsass  | Altkirch             | Hirsingen             |
| Hengweiler                                    | Hengwiller                        | Hangwiller               | Unterelsass | Zabern               | Maursmünster          |
| Herbitzheim                                   | Herbitzheim                       | Herzum                   | Unterelsass | Zabern               | Saarunion             |
| Herbsheim                                     | Herbsheim                         | Herbse                   | Unterelsass | Schlettstadt-Erstein | Benfeld               |
| Herlisheim                                    | Herrlisheim-près-Colmar           | Herrlese                 | Oberelsass  | Colmar-Ribeauvillé   |                       |
| Herlisheim                                    | Herrlisheim                       | Harelse                  | Unterelsass | Haguenau-Wissembourg | Bischweiler           |
| Hermersweiler                                 | Hermerswiller                     |                          | Unterelsass |                      |                       |
| Hessenheim                                    | Hessenheim                        | Hesse                    | Unterelsass | Schlettstadt-Erstein | Markolsheim           |
| Hettenschlag                                  | Hettenschlag                      | Hetteschlàg              | Oberelsass  | Colmar-Ribeauvillé   |                       |
| Hilsenheim                                    | Hilsenheim                        | Hìlse                    | Unterelsass | Schlettstadt-Erstein | Markolsheim           |
| Hindisheim                                    | Hindisheim                        | Hìndse                   | Unterelsass | Schlettstadt-Erstein | Erstein               |
| Hindlingen                                    | Hindlingen                        | Hìndlìnge                | Oberelsass  | Altkirch             | Hirsingen             |
| Hinsburg                                      | Hinsbourg                         | Hìnschburi               | Unterelsass | Zabern               | Lützelstein           |
| Hinsingen                                     | Hinsingen                         | Hinsìnge                 | Unterelsass | Zabern               | Saarunion             |
| Hipsheim                                      | Hipsheim                          | Hìpse                    | Unterelsass | Schlettstadt-Erstein | Erstein               |
| Hirschland                                    | Hirschland                        | Hìrschland               | Unterelsass | Zabern               | Drulingen             |
| Hirsingen                                     | Hirsingue                         | Hìrsinge                 | Oberelsass  | Altkirch             | Hirsingen             |
| Hirzbach                                      | Hirtzbach                         | Hìrzbàch                 | Oberelsass  | Altkirch             | Hirsingen             |
| Hirzfelden                                    | Hirtzfelden                       | Hìrzfalde                | Oberelsass  | Gebweiler            | Ensisheim             |
| Hochfelden                                    | Hochfelden                        | Huffalde                 | Unterelsass | Straßburg-Land       | Hochfelden            |
| Hochstatt                                     | Hochstatt                         | Huuscht                  | Oberelsass  | Altkirch             | Altkirch              |
| Hochstett                                     | Hochstett                         | Heestett                 | Unterelsass | Haguenau-Wissembourg | Hagenau               |
| Hofen                                         | Hoffen                            | Hoffe                    | Unterelsass | Haguenau-Wissembourg | Sulz                  |
| Hohatzenheim                                  | Hohatzenheim                      | Àtzne                    | Unterelsass | Straßburg-Land       | Hochfelden            |
| Hohengöft                                     | Hohengœft                         | Hohgäft                  | Unterelsass | Zabern               | Maursmünster          |
| Hohfrankenheim                                | Hohfrankenheim                    | Huhfrànkne               | Unterelsass | Straßburg-Land       | Hochfelden            |
| Hohrod                                        | Hohrod                            | Hohrod                   | Oberelsass  | Colmar-Ribeauvillé   |                       |
| Hohwald                                       | Le Hohwald                        | de Hoowàld               | Unterelsass | Schlettstadt-Erstein | Barr                  |
| Hohweiler                                     | Hohwiller                         |                          | Unterelsass |                      |                       |
| Holzheim                                      | Holtzheim                         | Holze                    | Unterelsass | Straßburg-Land       | Geispolsheim          |
| Holzweier                                     | Holtzwihr                         | Holzwihr                 | Oberelsass  | Colmar-Ribeauvillé   |                       |
| Homburg                                       | Hombourg                          | Humburg                  | Oberelsass  | Mülhausen            | Illzach               |
| Hönheim                                       | Hœnheim                           | Heene                    | Unterelsass | Straßburg-Land       | Bischheim             |
| Horburg-Weier                                 | Horbourg-Wihr                     | Horwrig-Wihr             | Oberelsass  | Colmar-Ribeauvillé   |                       |
| Hördt                                         | Hœrdt                             | Herdt                    | Unterelsass | Straßburg-Land       | Brumath               |
| Hunaweier                                     | Hunawihr                          | Hunewihr                 | Oberelsass  | Colmar-Ribeauvillé   |                       |
| Hundsbach                                     | Hundsbach                         | Hundsbe                  | Oberelsass  | Altkirch             | Altkirch              |
| Hüningen                                      | Huningue                          | Hìnige                   | Oberelsass  | Mülhausen            | Hüningen              |
| Hunspach                                      | Hunspach                          | Hunschpàch               | Unterelsass | Haguenau-Wissembourg | Sulz                  |
| Hürtigheim                                    | Hurtigheim                        | Hírrige                  | Unterelsass | Straßburg-Land       | Truchtersheim         |
| Hüsseren-Wesserling                           | Husseren-Wesserling               | Hüser-Wasserlìng         | Oberelsass  | Thann                | Sankt Amarin          |
| Hüttendorf                                    | Huttendorf                        | Hìttedorf                | Unterelsass | Haguenau-Wissembourg | Hagenau               |
| Hüttenheim                                    | Huttenheim                        | Hìttene                  | Unterelsass | Schlettstadt-Erstein | Benfeld               |
| Hüttingen                                     | Huttingue                         |                          | Oberelsass  |                      |                       |
| Ichtratzheim                                  | Ichtratzheim                      | Ischterze                | Unterelsass | Schlettstadt-Erstein | Erstein               |
| Illfurt                                       | Illfurth                          | ìllfert                  | Oberelsass  | Altkirch             | Altkirch              |
| Illhäusern                                    | Illhaeusern                       | ìllhìsre                 | Oberelsass  | Colmar-Ribeauvillé   |                       |
| Illkirch-Grafenstaden                         | Illkirch-Graffenstaden            | ìllkìrich-Gràffestàde    | Unterelsass | Straßburg-Land       | Illkirch-Grafenstaden |
| Illzach                                       | Illzach                           | Ìllzig                   | Oberelsass  | Mülhausen            | Illzach               |
| Ingenheim                                     | Ingenheim                         | ìngne                    | Unterelsass | Straßburg-Land       | Hochfelden            |
| Ingersheim                                    | Ingersheim                        | ìngersche                | Oberelsass  | Colmar-Ribeauvillé   |                       |
| Ingolsheim                                    | Ingolsheim                        | ìngelse                  | Unterelsass | Haguenau-Wissembourg | Sulz                  |
| Ingweiler                                     | Ingwiller                         | ìngwiller                | Unterelsass | Zabern               | Buchsweiler           |
| Innenheim                                     | Innenheim                         | ìnnle                    | Unterelsass | Schlettstadt-Erstein | Oberehnheim           |
| Isenheim                                      | Issenheim                         | Ìsene                    | Oberelsass  | Gebweiler            | Sulz                  |
| Issenhausen                                   | Issenhausen                       | Issehüse                 | Unterelsass | Straßburg-Land       | Hochfelden            |
| Ittenheim                                     | Ittenheim                         | Ittene                   | Unterelsass | Straßburg-Land       | Mundolsheim           |
| Ittersweiler                                  | Itterswiller                      | Itterschwiller           | Unterelsass | Schlettstadt-Erstein | Barr                  |
| Jebsheim                                      | Jebsheim                          | Jebse                    | Oberelsass  | Colmar-Ribeauvillé   |                       |
| Jettersweiler                                 | Jetterswiller                     | Jetterschwiller          | Unterelsass | Zabern               | Maursmünster          |
| Jettingen                                     | Jettingen                         | Jettige                  | Oberelsass  | Altkirch             | Altkirch              |
| Jungholz                                      | Jungholtz                         | Jungholz                 | Oberelsass  | Gebweiler            | Sulz                  |
| Jungmünsterol                                 | Montreux-Jeune                    | (*) Jungmìnschtràl       | Oberelsass  | Altkirch             | Dammerkirch           |
| Kaltenhausen                                  | Kaltenhouse                       | Kàltehüse                | Unterelsass | Haguenau-Wissembourg | Hagenau               |
| Kampenheim                                    | Champenay                         |                          | Unterelsass |                      |                       |
| Kappeln                                       | Kappelen                          | Chàppele                 | Oberelsass  | Mülhausen            | Sierenz               |
| Karspach                                      | Carspach                          | Karschbach               | Oberelsass  | Altkirch             | Altkirch              |
| Katzenthal                                    | Katzenthal                        | Kàtzedàl                 | Oberelsass  | Colmar-Ribeauvillé   |                       |
| Kauffenheim                                   | Kauffenheim                       | Kafem                    | Unterelsass | Haguenau-Wissembourg | Bischweiler           |
| Kaysersberg                                   | Kaysersberg                       | Kaiserschbàrig           | Oberelsass  | Colmar-Ribeauvillé   |                       |
| Keffenach                                     | Keffenach                         | Keffenàch                | Unterelsass | Haguenau-Wissembourg | Sulz                  |
| Kembs                                         | Kembs                             | Chems                    | Oberelsass  | Mülhausen            | Sierenz               |
| Kembs-Löchle                                  | Kembs-Loechlé                     |                          |             |                      |                       |
| Kerzfeld                                      | Kertzfeld                         | Kerzfald                 | Unterelsass | Schlettstadt-Erstein | Benfeld               |
| Keskastel                                     | Keskastel                         | Kàschel                  | Unterelsass | Zabern               | Saarunion             |
| Kesseldorf                                    | Kesseldorf                        | Kesseldorf               | Unterelsass | Haguenau-Wissembourg | Selz                  |
| Kestenholz                                    | Châtenois                         | Keschteholz              | Unterelsass | Schlettstadt-Erstein | Schlettstadt          |
| Kienheim                                      | Kienheim                          | Kiene                    | Unterelsass | Straßburg-Land       | Truchtersheim         |
| Kienzheim                                     | Kientzheim                        | Kienze                   | Oberelsass  | Colmar-Ribeauvillé   |                       |
| Kienzweiler                                   | Kientzvillé                       |                          |             |                      |                       |
| Kiffis                                        | Kiffis                            | Chìfis                   | Oberelsass  | Altkirch             | Pfirt                 |
| Kilstett                                      | Kilstett                          | Kilstett                 | Unterelsass | Straßburg-Land       | Brumath               |
| Kindweiler                                    | Kindwiller                        | Kìndwìller               | Unterelsass | Haguenau-Wissembourg | Niederbronn           |
| Kingersheim                                   | Kingersheim                       | Kìngersche               | Oberelsass  | Mülhausen            | Wittenheim            |
| Kinzheim                                      | Kintzheim                         | Kìnze                    | Unterelsass | Schlettstadt-Erstein | Schlettstadt          |
| Kirberg                                       | Kirrberg                          | Kieberich                | Unterelsass | Zabern               | Drulingen             |
| Kirchberg                                     | Kirchberg                         | Kìrechbarg               | Oberelsass  | Thann                | Masmünster            |
| Kirchheim                                     | Kirchheim                         | Kìriche                  | Unterelsass | Molsheim             | Wasselnheim           |
| Kirweiler                                     | Kirrwiller                        | Kìrrwiller               | Unterelsass | Zabern               | Buchsweiler           |
| Kleeburg                                      | Cleebourg                         | Kleeburi                 | Unterelsass | Haguenau-Wissembourg | Weißenburg            |
| Klein Wingen                                  | Petit-Wingen                      |                          |             |                      |                       |
| Klein Wisch                                   | Petit-Wisches                     |                          |             |                      |                       |
| Kleine Höhe                                   | Petit-Haut                        |                          |             |                      |                       |
| Kleingöft                                     | Kleingœft                         | Klängäft                 | Unterelsass | Zabern               | Maursmünster          |
| Kleinlandau                                   | Petit-Landau                      | Làndài                   | Oberelsass  | Mülhausen            | Illzach               |
| Klimbach                                      | Climbach                          | Klimbàch                 | Unterelsass | Haguenau-Wissembourg | Weißenburg            |
| Kloster Ölenberg                              | Oelenberg-Couvent                 |                          |             |                      |                       |
| Knöringen                                     | Knœringue                         | Knehrige                 | Oberelsass  | Mülhausen            | Hüningen              |
| Knörsheim                                     | Knœrsheim                         | Knersche                 | Unterelsass | Zabern               | Maursmünster          |
| Kogenheim                                     | Kogenheim                         | Koiene                   | Unterelsass | Schlettstadt-Erstein | Benfeld               |
| Kolbsheim                                     | Kolbsheim                         | Kolbse                   | Unterelsass | Straßburg-Land       | Geispolsheim          |
| Kolrein                                       | Colroy-la-Roche                   | (*)                      | Unterelsass | Molsheim             | Saal                  |
| Königsbrück                                   | Koenigsbruck                      |                          | Unterelsass |                      |                       |
| Koßweiler                                     | Cosswiller                        | Kosswiller               | Unterelsass | Molsheim             | Wasselnheim           |
| Köstlach                                      | Kœstlach                          | Chäschli                 | Oberelsass  | Altkirch             | Pfirt                 |
| Kötzingen                                     | Koetzingue                        | Ketzige                  | Oberelsass  | Mülhausen            | Sierenz               |
| Krastatt                                      | Crastatt                          | Gràscht                  | Unterelsass | Zabern               | Maursmünster          |
| Krautergersheim                               | Krautergersheim                   | Krüterrische             | Unterelsass | Schlettstadt-Erstein | Oberehnheim           |
| Krautweiler                                   | Krautwiller                       | Krütwiller               | Unterelsass | Straßburg-Land       | Brumath               |
| Kriegsheim                                    | Kriegsheim                        | Kriejse                  | Unterelsass | Straßburg-Land       | Brumath               |
| Kronenburg                                    | Cronenbourg (Teil von Strasbourg) |                          | Unterelsass | Strasbourg-Ville     |                       |
| Kröttweiler                                   | Crœttwiller                       | Krappere                 | Unterelsass | Haguenau-Wissembourg | Selz                  |
| Krüt                                          | Kruth                             | Krit                     | Oberelsass  | Thann                | Sankt Amarin          |
| Kunheim                                       | Kunheim                           | Kuene                    | Oberelsass  | Colmar-Ribeauvillé   |                       |
| Kurzenhausen                                  | Kurtzenhouse                      | Kurzehüse                | Unterelsass | Straßburg-Land       | Brumath               |
| Küttolsheim                                   | Kuttolsheim                       | Kìttelse                 | Unterelsass | Straßburg-Land       | Truchtersheim         |
| Kutzenhausen                                  | Kutzenhausen                      | Kutzehüse                | Unterelsass | Haguenau-Wissembourg | Sulz                  |
| Laach oder Lach                               | Lalaye                            | (*) Lààch                | Unterelsass | Schlettstadt-Erstein | Weiler                |
| Lampertheim                                   | Lampertheim                       | Làmperte                 | Unterelsass | Straßburg-Land       | Mundolsheim           |
| Lampertsloch                                  | Lampertsloch                      | Làmpertschloch           | Unterelsass | Haguenau-Wissembourg | Wörth                 |
| Landersheim                                   | Landersheim                       | Làndersche               | Unterelsass | Zabern               | Maursmünster          |
| Landser                                       | Landser                           | Làndser                  | Oberelsass  | Mülhausen            | Sierenz               |
| Langensulzbach                                | Langensoultzbach                  | Làngesulzbàch            | Unterelsass | Haguenau-Wissembourg | Wörth                 |
| Largizen                                      | Largitzen                         | Làrgìtze                 | Oberelsass  | Altkirch             | Hirsingen             |
| Laubach                                       | Laubach                           | Laubàch                  | Unterelsass | Haguenau-Wissembourg | Wörth                 |
| Lautenbach                                    | Lautenbach                        | Lütebàch                 | Oberelsass  | Gebweiler            | Gebweiler             |
| Lautenbachzell                                | Lautenbachzell                    | Lütebàchzall             | Oberelsass  | Gebweiler            | Gebweiler             |
| Lauterburg                                    | Lauterbourg                       | Lüterburi                | Unterelsass | Haguenau-Wissembourg | Lauterburg            |
| Leberau                                       | Lièpvre                           | (*) Laweröi              | Oberelsass  | Colmar-Ribeauvillé   |                       |
| Leimbach                                      | Leimbach                          | Laimbàch                 | Oberelsass  | Thann                | Thann                 |
| Leimen                                        | Leymen                            | Layme                    | Oberelsass  | Mülhausen            | Hüningen              |
| Leitersweiler                                 | Leiterswiller                     |                          |             |                      |                       |
| Lembach                                       | Lembach                           | Lämbàch                  | Unterelsass | Haguenau-Wissembourg | Weißenburg            |
| Leutenheim                                    | Leutenheim                        | Littenem                 | Unterelsass | Haguenau-Wissembourg | Bischweiler           |
| Lichtenberg                                   | Lichtenberg                       | Lììschteburi             | Unterelsass | Zabern               | Lützelstein           |
| Liebensweiler                                 | Liebenswiller                     | Liebedswìller            | Oberelsass  | Mülhausen            | Hüningen              |
| Liebsdorf                                     | Liebsdorf                         | Liebsderf                | Oberelsass  | Altkirch             | Pfirt                 |
| Limersheim                                    | Limersheim                        | Limersche                | Unterelsass | Schlettstadt-Erstein | Erstein               |
| Lingolsheim                                   | Lingolsheim                       | Lìngelse                 | Unterelsass | Straßburg-Land       | Illkirch-Grafenstaden |
| Linsdorf                                      | Linsdorf                          | Lìnschderf               | Oberelsass  | Altkirch             | Pfirt                 |
| Linthal                                       | Linthal                           | Lìntel                   | Oberelsass  | Gebweiler            | Gebweiler             |
| Lipsheim                                      | Lipsheim                          | Lìpse                    | Unterelsass | Straßburg-Land       | Geispolsheim          |
| Littenheim                                    | Littenheim                        | Littne                   | Unterelsass | Zabern               | Zabern                |
| Lixhausen                                     | Lixhausen                         | Lìxhüse                  | Unterelsass | Straßburg-Land       | Hochfelden            |
| Lobsann                                       | Lobsann                           | Lüsann                   | Unterelsass | Haguenau-Wissembourg | Sulz                  |
| Lochweiler                                    | Lochwiller                        | Lochwiller               | Unterelsass | Zabern               | Maursmünster          |
| Logelnheim                                    | Logelheim                         | Logele                   | Oberelsass  | Colmar-Ribeauvillé   |                       |
| Lohr                                          | Lohr                              | Lohr                     | Unterelsass | Zabern               | Lützelstein           |
| Lorenzen                                      | Lorentzen                         | Loränze                  | Unterelsass | Zabern               | Saarunion             |
| Luffendorf                                    | Levoncourt                        | (*) Lüffederf            | Oberelsass  | Altkirch             | Pfirt                 |
| Lümschweiler                                  | Luemschwiller                     | Lüemschwìller            | Oberelsass  | Altkirch             | Altkirch              |
| Lupstein                                      | Lupstein                          | Lupschte                 | Unterelsass | Zabern               | Zabern                |
| Luttenbach bei Münster                        | Luttenbach-près-Munster           | Lüttebà bi Mìnschter     | Oberelsass  | Colmar-Ribeauvillé   |                       |
| Lutter                                        | Lutter                            | Lütter                   | Oberelsass  | Altkirch             | Pfirt                 |
| Lutterbach                                    | Lutterbach                        | Lütterbàch               | Oberelsass  | Mülhausen            | Wittenheim            |
| Lützel                                        | Lucelle                           | Lìtzel                   | Oberelsass  | Altkirch             | Pfirt                 |
| Lützelhausen                                  | Lutzelhouse                       | Lìtzelhüse               | Unterelsass | Molsheim             | Molsheim              |
| Lützelstein                                   | La Petite-Pierre                  | Lìtzelstäin              | Unterelsass | Zabern               | Lützelstein           |
| Lüxdorf                                       | Ligsdorf                          | Lìgschderf               | Oberelsass  | Altkirch             | Pfirt                 |
| Mackenheim                                    | Mackenheim                        | Màckene                  | Unterelsass | Schlettstadt-Erstein | Markolsheim           |
| Mackweiler                                    | Mackwiller                        | Mackwiller               | Unterelsass | Zabern               | Drulingen             |
| Malmerspach                                   | Malmerspach                       | Màlmerschbàch            | Oberelsass  | Thann                | Sankt Amarin          |
| Männolsheim                                   | Maennolsheim                      | Mannelse                 | Unterelsass | Zabern               | Zabern                |
| Manspach                                      | Manspach                          | Mànschbàch               | Oberelsass  | Altkirch             | Dammerkirch           |
| Markirch                                      | Sainte-Marie-aux-Mines            | Màrkirich                | Oberelsass  | Colmar-Ribeauvillé   |                       |
| Markolsheim                                   | Marckolsheim                      | Màrkelse                 | Unterelsass | Schlettstadt-Erstein | Markolsheim           |
| Marlenheim                                    | Marlenheim                        | Mààrle                   | Unterelsass | Molsheim             | Wasselnheim           |
| Marxenhausen                                  | Marxenhouse                       |                          |             |                      |                       |
| Masmünster                                    | Masevaux                          | Màsmìnschter             | Oberelsass  | Thann                | Masmünster            |
| Matzenheim                                    | Matzenheim                        | Màtzene                  | Unterelsass | Schlettstadt-Erstein | Benfeld               |
| Maursmünster                                  | Marmoutier                        | Màschmìnschter           | Unterelsass | Zabern               | Maursmünster          |
| Meienheim                                     | Meyenheim                         | Maiene                   | Oberelsass  | Gebweiler            | Ensisheim             |
| Meisengott                                    | Maisonsgoutte                     | Maisegott                | Unterelsass | Schlettstadt-Erstein | Weiler                |
| Meistratzheim                                 | Meistratzheim                     | Mäischterze              | Unterelsass | Schlettstadt-Erstein | Oberehnheim           |
| Melsheim                                      | Melsheim                          | Malse                    | Unterelsass | Straßburg-Land       | Hochfelden            |
| Memmelshofen                                  | Memmelshoffen                     | Mammelshoffe             | Unterelsass | Haguenau-Wissembourg | Sulz                  |
| Menchhofen                                    | Menchhoffen                       | Manischoffe              | Unterelsass | Zabern               | Buchsweiler           |
| Menglatt                                      | Magny                             | (*) Màngloot             | Oberelsass  | Altkirch             | Dammerkirch           |
| Merkweiler-Pechelbronn                        | Merkwiller-Pechelbronn            | Merikwiller-Beschelbrunn | Unterelsass | Haguenau-Wissembourg | Sulz                  |
| Merxheim                                      | Merxheim                          | Marxe                    | Oberelsass  | Gebweiler            | Sulz                  |
| Merzen                                        | Mertzen                           | Merze                    | Oberelsass  | Altkirch             | Hirsingen             |
| Merzweiler                                    | Mertzwiller                       | Merzwiller               | Unterelsass | Haguenau-Wissembourg | Niederbronn           |
| Metzeral                                      | Metzeral                          | Matzeràl                 | Oberelsass  | Colmar-Ribeauvillé   |                       |
| Michelbach                                    | Michelbach                        | Mìchelbàch               | Oberelsass  | Thann                | Thann                 |
| Michelbrunn                                   | Grandfontaine                     | Grossbrunn               | Unterelsass | Molsheim             | Schirmeck             |
| Mietesheim                                    | Mietesheim                        | Mietsem                  | Unterelsass | Haguenau-Wissembourg | Niederbronn           |
| Minversheim                                   | Minversheim                       | Mìnversche               | Unterelsass | Straßburg-Land       | Hochfelden            |
| Mittelbergheim                                | Mittelbergheim                    | Mìttelbarige             | Unterelsass | Schlettstadt-Erstein | Barr                  |
| Mittelhausbergen                              | Mittelhausbergen                  | Mìttelhüsbarje           | Unterelsass | Straßburg-Land       | Mundolsheim           |
| Mittelhausen                                  | Mittelhausen                      | Mìttelhüse               | Unterelsass | Straßburg-Land       | Hochfelden            |
| Mittelschäffolsheim                           | Mittelschaeffolsheim              | Mìttelschafelse          | Unterelsass | Straßburg-Land       | Brumath               |
| Mittelscher                                   | Charbes                           |                          |             |                      |                       |
| Mittel-Weier                                  | Mittelwihr                        | Mìttelwihr               | Oberelsass  | Colmar-Ribeauvillé   |                       |
| Mittlach                                      | Mittlach                          | Mìttlàch                 | Oberelsass  | Colmar-Ribeauvillé   |                       |
| Mitzach                                       | Mitzach                           | Mìtzàch                  | Oberelsass  | Thann                | Sankt Amarin          |
| Mollau                                        | Mollau                            | Mollo                    | Oberelsass  | Thann                | Sankt Amarin          |
| Mollkirch                                     | Mollkirch                         | Mollkìrich               | Unterelsass | Molsheim             | Rosheim               |
| Molsheim                                      | Molsheim                          | Molse                    | Unterelsass | Molsheim             | Molsheim              |
| Mommenheim                                    | Mommenheim                        | Mummle                   | Unterelsass | Straßburg-Land       | Brumath               |
| Monsweiler                                    | Monswiller                        | Monswiller               | Unterelsass | Zabern               | Zabern                |
| Moosch                                        | Moosch                            | Mohsch                   | Oberelsass  | Thann                | Sankt Amarin          |
| Moos (Teil von Mooslarg)                      | Mooslargue                        | Moos-Neederlàrg          | Oberelsass  | Altkirch             | Pfirt                 |
| Mooslarg                                      | Mooslargue                        | Moos-Neederlàrg          | Oberelsass  | Altkirch             | Pfirt                 |
| Mörnach                                       | Mœrnach                           | Merne                    | Oberelsass  | Altkirch             | Pfirt                 |
| Morschweiler                                  | Morschwiller                      | Morschwìller             | Unterelsass | Haguenau-Wissembourg | Hagenau               |
| Morzweiler                                    | Mortzwiller                       | Morzwiller               | Oberelsass  | Thann                | Masmünster            |
| Mothern                                       | Mothern                           | Modere                   | Unterelsass | Haguenau-Wissembourg | Selz                  |
| Mühlbach an der Breusch                       | Muhlbach-sur-Bruche               | Meelbàch                 | Unterelsass | Molsheim             | Molsheim              |
| Mühlbach im Elsaß                             | Muhlbach-sur-Munster              | Mìlbe                    | Oberelsass  | Colmar               | Münster               |
| Mühlhausen b. Zabern                          | Mulhausen                         | Mielhüse                 | Unterelsass | Zabern               |                       |
| Mülhausen                                     | Mulhouse                          | Milhüüsa                 | Oberelsass  | Mülhausen            |                       |
| Münchhausen                                   | Munchhouse                        | Mìnkhüse                 | Oberelsass  | Gebweiler            | Ensisheim             |
| Münchhausen                                   | Munchhausen                       | Minichhause              | Unterelsass | Haguenau-Wissembourg | Selz                  |
| Mundolsheim                                   | Mundolsheim                       | Mundelse                 | Unterelsass | Straßburg-Land       | Mundolsheim           |
| Münster im Elsass                             | Munster                           | Mìnschter                | Oberelsass  | Colmar-Ribeauvillé   |                       |
| Munweiler                                     | Munwiller                         | Munwiller                | Oberelsass  | Gebweiler            | Ensisheim             |
| Munzenheim                                    | Muntzenheim                       | Munze                    | Oberelsass  | Colmar-Ribeauvillé   |                       |
| Murbach                                       | Murbach                           | Müerbàch                 | Oberelsass  | Gebweiler            | Gebweiler             |
| Muspach                                       | Muespach                          | Müeschbe                 | Oberelsass  | Altkirch             | Pfirt                 |
| Mussig                                        | Mussig                            | Müssig                   | Unterelsass | Schlettstadt-Erstein | Markolsheim           |
| Müttersholz                                   | Muttersholtz                      | Mieterschulz             | Unterelsass | Schlettstadt-Erstein | Markolsheim           |
| Mutzenhausen                                  | Mutzenhouse                       | Mutzehüse                | Unterelsass | Straßburg-Land       | Hochfelden            |
| Mutzig                                        | Mutzig                            | Mützig                   | Unterelsass | Molsheim             | Molsheim              |
| Nambsheim                                     | Nambsheim                         | Nàmbse                   | Oberelsass  | Colmar               | Neu-Breisach          |
| Natzweiler                                    | Natzwiller                        | Nàswil                   | Unterelsass | Molsheim             | Schirmeck             |
| Neeweiler                                     | Neewiller-près-Lauterbourg        | Nawiller                 | Unterelsass | Haguenau-Wissembourg | Lauterburg            |
| Nehweiler bei Wörth                           | Nehwiller                         |                          |             |                      |                       |
| Neu-Breisach                                  | Neuf-Brisach                      | Nej-Brisàch              | Oberelsass  | Colmar               | Neu-Breisach          |
| Neuburg (Teil von Dauendorf)                  | Neubourg (Teil von Dauendorf)     |                          | Unterelsass | Haguenau-Wissembourg | Hagenau               |
| Neudorf b. Hüningen                           | Village-Neuf                      | Neidorf                  | Oberelsass  | Mülhausen            | Hüningen              |
| Neugartheim-Ittlenheim                        | Neugartheim-Ittlenheim            | Neierte-ìttle            | Unterelsass | Straßburg-Land       | Truchtersheim         |
| Neuhäusel                                     | Neuhaeusel                        | Neihisel                 | Unterelsass | Haguenau-Wissembourg | Bischweiler           |
| Neukirch                                      | Neuve-Église                      | Neikìrich                | Unterelsass | Schlettstadt-Erstein | Weiler                |
| Neunhofen                                     | Neunhoffen                        |                          |             |                      |                       |
| Neu-Weiler                                    | Neuwiller                         | Neiwìller                | Oberelsass  | Mülhausen            | Hüningen              |
| Neuweiler                                     | Neuviller-la-Roche                | (*)                      | Unterelsass | Molsheim             | Schirmeck             |
| Neuweiler                                     | Neuwiller-lès-Saverne             | Neiwiller                | Unterelsass | Zabern               | Buchsweiler           |
| Niederaltdorf                                 | Niederaltdorf                     |                          |             |                      |                       |
| Niederaspach                                  | Aspach-le-Bas                     | Neederàschbàch           | Oberelsass  | Thann                | Sennheim              |
| Niederbruck                                   | Niederbruck                       | Nìderbrucke              | Oberelsass  | Thann                | Masmünster            |
| Niederburbach                                 | Bourbach-le-Bas                   | Neederburbàch            | Oberelsass  | Thann                | Thann                 |
| Niederburnhaupt                               | Burnhaupt-le-Bas                  | Neederburnhaipt          | Oberelsass  | Thann                | Sennheim              |
| Niederehnheim                                 | Niedernai                         | Nìdernahn                | Unterelsass | Schlettstadt-Erstein | Oberehnheim           |
| Niederenzen                                   | Niederentzen                      | Neederanze               | Oberelsass  | Gebweiler            | Ensisheim             |
| Niederhagenthal                               | Hagenthal-le-Bas                  | Neederhàgethàl           | Oberelsass  | Mülhausen            | Hüningen              |
| Niederhaslach                                 | Niederhaslach                     | ìngerhosle               | Unterelsass | Molsheim             | Molsheim              |
| Niederhausbergen                              | Niederhausbergen                  | Nìderhüsbarje            | Unterelsass | Straßburg-Land       | Mundolsheim           |
| Niederhergheim                                | Niederhergheim                    | Neederherge              | Oberelsass  | Gebweiler            | Ensisheim             |
| Niederlarg (Teil von Mooslarg)                | Mooslargue                        | Moos-Neederlàrg          | Oberelsass  | Altkirch             | Pfirt                 |
| Niederlauterbach                              | Niederlauterbach                  | Niderlauterbach          | Unterelsass | Haguenau-Wissembourg | Lauterburg            |
| Niedermagstatt                                | Magstatt-le-Bas                   | Màschgetz                | Oberelsass  | Mülhausen            | Sierenz               |
| Nieder-Michelbach                             | Michelbach-le-Bas                 | Needermìchelbàch         | Oberelsass  | Mülhausen            | Hüningen              |
| Niedermodern                                  | Niedermodern                      | Nìdermodere              | Unterelsass | Zabern               | Buchsweiler           |
| Niedermorschweier                             | Niedermorschwihr                  | Niedermorschwihr         | Oberelsass  | Rappoltsweiler       | Kaysersberg           |
| Niedermorschweiler                            | Morschwiller-le-Bas               | Needermorschwìller       | Oberelsass  | Mülhausen            | Mülhausen Süd         |
| Niedermüspach                                 | Muespach-le-Bas                   | Needermüeschbe           | Oberelsass  | Altkirch             | Pfirt                 |
| Niederranspach                                | Ranspach-le-Bas                   | Neederraischbe           | Oberelsass  | Mülhausen            | Hüningen              |
| Niederrödern                                  | Niederrœdern                      | Nìderreddere             | Unterelsass | Haguenau-Wissembourg | Selz                  |
| Niederschäffolsheim                           | Niederschaeffolsheim              | Nìderschafelse           | Unterelsass | Haguenau-Wissembourg | Hagenau               |
| Niedersept                                    | Seppois-le-Bas                    | Sept                     | Oberelsass  | Altkirch             | Hirsingen             |
| Niederspechbach                               | Spechbach-le-Bas                  | Neederspachbi            | Oberelsass  | Altkirch             | Altkirch              |
| Niedersteinbach                               | Niedersteinbach                   | Nìderstanbach            | Unterelsass | Haguenau-Wissembourg | Weißenburg            |
| Niedersteinbrunn                              | Steinbrunn-le-Bas                 | Niederstaibrunn          | Oberelsass  | Mülhausen            | Sierenz               |
| Niedersulzbach                                | Soppe-le-Bas                      | Needersulzbàch           | Oberelsass  | Thann                | Masmünster            |
| Niedersulzbach                                | Niedersoultzbach                  | Nìdersulzbach            | Unterelsass | Zabern               | Buchsweiler           |
| Niedertraubach                                | Traubach-le-Bas                   | Needertröibàch           | Oberelsass  | Altkirch             | Dammerkirch           |
| Niffer                                        | Niffer                            | Nìfer                    | Oberelsass  | Mülhausen            | Illzach               |
| Nordhausen                                    | Nordhouse                         | Nààrds                   | Unterelsass | Schlettstadt-Erstein | Erstein               |
| Nordheim                                      | Nordheim                          | Nààrde                   | Unterelsass | Molsheim             | Wasselnheim           |
| Nothalten                                     | Nothalten                         | Nuutelt                  | Unterelsass | Schlettstadt-Erstein | Barr                  |
| Obenheim                                      | Obenheim                          | Owene                    | Unterelsass | Schlettstadt-Erstein | Erstein               |
| Oberandlau                                    | Haut-Andlau                       |                          | Unterelsass | Schlettstadt-Erstein | Oberehnheim           |
| Oberaspach                                    | Aspach-le-Haut                    | Eweràschbàch             | Oberelsass  | Thann                | Thann                 |
| Oberbronn                                     | Oberbronn                         | Owerbrunn                | Unterelsass | Haguenau-Wissembourg | Niederbronn           |
| Oberbruck                                     | Oberbruck                         | Owerbrucke               | Oberelsass  | Thann                | Masmünster            |
| Oberburbach                                   | Bourbach-le-Haut                  | Ewerburbàch              | Oberelsass  | Thann                | Masmünster            |
| Oberburnhaupt                                 | Burnhaupt-le-Haut                 | Ewerburnhaipt            | Oberelsass  | Thann                | Sennheim              |
| Oberdorf                                      | Oberdorf                          | Oberdorf                 | Oberelsass  | Altkirch             | Hirsingen             |
| Oberdorf-Spachbach                            | Oberdorf-Spachbach                | Owerdorf-Spàchbàch       | Unterelsass | Haguenau-Wissembourg | Wörth                 |
| Oberehnheim                                   | Obernai                           | Ewernahn                 | Unterelsass | Schlettstadt-Erstein | Oberehnheim           |
| Oberenzen                                     | Oberentzen                        | Oweranze                 | Oberelsass  | Gebweiler            | Ensisheim             |
| Oberhagenthal                                 | Hagenthal-le-Haut                 | Oberhàgethàl             | Oberelsass  | Mülhausen            | Hüningen              |
| Oberhaslach                                   | Oberhaslach                       | Ewerhosle                | Unterelsass | Molsheim             | Molsheim              |
| Oberhausbergen                                | Oberhausbergen                    | Ìwerhüsbàrje             | Unterelsass | Straßburg-Land       | Mundolsheim           |
| Oberhergheim                                  | Oberhergheim                      | Owerherge                | Oberelsass  | Gebweiler            | Ensisheim             |
| Oberhofen                                     | Oberhoffen-lès-Wissembourg        | Owerhoffe                | Unterelsass | Haguenau-Wissembourg | Weißenburg            |
| Oberhofen an der Moder                        | Oberhoffen-sur-Moder              | Ewerhoffe                | Unterelsass | Haguenau-Wissembourg | Bischweiler           |
| Oberlarg                                      | Oberlarg                          | Oberlàrg                 | Oberelsass  | Altkirch             | Pfirt                 |
| Oberlauterbach                                | Oberlauterbach                    | Owerlauterbàch           | Unterelsass | Haguenau-Wissembourg |                       |
| Obermagstatt                                  | Magstatt-le-Haut                  | Obermàschgetz            | Oberelsass  | Mülhausen            | Sierenz               |
| Ober-Michelbach                               | Michelbach-le-Haut                | Obermìchelbàch           | Oberelsass  | Mülhausen            | Hüningen              |
| Obermodern-Zutzendorf                         | Obermodern-Zutzendorf             | Owermodre-Zutzedorf      | Unterelsass | Zabern               | Buchsweiler           |
| Obermorschweier                               | Obermorschwihr                    | Owermorschwihr           | Oberelsass  | Colmar               | Winzenheim            |
| Obermorschweiler                              | Obermorschwiller                  | Owermorschwìller         | Oberelsass  | Altkirch             | Altkirch              |
| Obermüspach                                   | Muespach-le-Haut                  | Obermüeschbe             | Oberelsass  | Altkirch             | Pfirt                 |
| Oberranspach                                  | Ranspach-le-Haut                  | Oberraispe               | Oberelsass  | Mülhausen            | Hüningen              |
| Oberrödern                                    | Oberrœdern                        | Owerreddere              | Unterelsass | Haguenau-Wissembourg |                       |
| Obersaasheim                                  | Obersaasheim                      | Owersààse                | Oberelsass  | Colmar               | Neu-Breisach          |
| Oberschäffolsheim                             | Oberschaeffolsheim                | Schafelse                | Unterelsass | Straßburg-Land       | Mundolsheim           |
| Obersept                                      | Seppois-le-Haut                   | Obersept                 | Oberelsass  | Altkirch             | Hirsingen             |
| Oberspechbach                                 | Spechbach-le-Haut                 | Owerspachbi              | Oberelsass  | Altkirch             | Altkirch              |
| Obersteinbach                                 | Obersteinbach                     | Owerstanbach             | Unterelsass | Haguenau-Wissembourg |                       |
| Obersteinbrunn                                | Steinbrunn-le-Haut                | Oberstaibrunn            | Oberelsass  | Mülhausen            | Sierenz               |
| Obersulzbach                                  | Soppe-le-Haut                     | Ewersulzbàch             | Oberelsass  | Thann                | Masmünster            |
| Obersulzbach                                  | Obersoultzbach                    | Owersulzbach             | Unterelsass | Zabern               | Buchsweiler           |
| Obertraubach                                  | Traubach-le-Haut                  | Ewertröibàch             | Oberelsass  | Altkirch             | Dammerkirch           |
| Odern                                         | Oderen                            | Odere                    | Oberelsass  | Thann                | Sankt Amarin          |
| Odrazheim                                     | Odratzheim                        | Oderze                   | Unterelsass | Molsheim             | Wasselnheim           |
| Offendorf                                     | Offendorf                         | Offedorf                 | Unterelsass | Haguenau-Wissembourg | Bischweiler           |
| Offweiler                                     | Offwiller                         | Offwìller                | Unterelsass | Haguenau-Wissembourg | Niederbronn           |
| Ohlungen                                      | Ohlungen                          | Ohlunge                  | Unterelsass | Haguenau-Wissembourg | Hagenau               |
| Ohnenheim                                     | Ohnenheim                         | Uune                     | Unterelsass | Schlettstadt-Erstein | Markolsheim           |
| Oltingen                                      | Oltingue                          | Oltige                   | Oberelsass  | Altkirch             | Pfirt                 |
| Olwisheim                                     | Olwisheim                         | Olse                     | Unterelsass | Straßburg-Land       | Brumath               |
| Örmingen                                      | Oermingen                         | Ermìnge                  | Unterelsass | Zabern               | Saarunion             |
| Orschweier                                    | Orschwihr                         | Orschwihr                | Oberelsass  | Gebweiler            | Gebweiler             |
| Orschweiler                                   | Orschwiller                       | Orschwiller              | Unterelsass | Schlettstadt-Erstein | Schlettstadt          |
| Ortenburg                                     | Ortenbourg                        |                          | Unterelsass |                      |                       |
| Osenbach                                      | Osenbach                          | Osebàch                  | Oberelsass  | Gebweiler            | Rufach                |
| Osthausen                                     | Osthouse                          | Ohscht                   | Unterelsass | Schlettstadt-Erstein | Erstein               |
| Ostheim                                       | Ostheim                           | Ostheim                  | Oberelsass  | Rappoltsweiler       | Rappoltsweiler        |
| Osthofen                                      | Osthoffen                         | Oschthoffe               | Unterelsass | Straßburg-Land       | Truchtersheim         |
| Ostwald                                       | Ostwald                           | Oschwàld                 | Unterelsass | Straßburg-Land       | Illkirch-Grafenstaden |
| Ottendorf                                     | Courtavon                         | (*) Ottederf             | Oberelsass  | Altkirch             | Pfirt                 |
| Otterstal                                     | Ottersthal                        | Otterschdal              | Unterelsass | Zabern               | Zabern                |
| Ottersweiler                                  | Otterswiller                      | Otterschwiller           | Unterelsass | Zabern               | Maursmünster          |
| Ottmarsheim                                   | Ottmarsheim                       | Ottmersche               | Oberelsass  | Mülhausen            | Illzach               |
| Ottrott                                       | Ottrott                           | Ottrott                  | Unterelsass | Molsheim             | Rosheim               |
| Ottweiler                                     | Ottwiller                         | Ottwiller                | Unterelsass | Zabern               | Drulingen             |
| Petersbach                                    | Petersbach                        | Peterschbàch             | Unterelsass | Zabern               | Lützelstein           |
| Pfaffenheim                                   | Pfaffenheim                       | Pfàffene                 | Oberelsass  | Gebweiler            | Rufach                |
| Pfaffenhofen im Elsass                        | Pfaffenhoffen                     | Pfaffoffe                | Unterelsass | Zabern               | Buchsweiler           |
| Pfalzweier                                    | Pfalzweyer                        | Pfàlzweier               | Unterelsass | Zabern               | Lützelstein           |
| Pfastatt                                      | Pfastatt                          | Pfàscht                  | Oberelsass  | Mülhausen            | Wittenheim            |
| Pfetterhausen                                 | Pfetterhouse                      | Pfatterhüse              | Oberelsass  | Altkirch             | Hirsingen             |
| Pfettisheim                                   | Pfettisheim                       | Pfetze                   | Unterelsass | Straßburg-Land       | Truchtersheim         |
| Pfirt                                         | Ferrette                          | Pfìrt                    | Oberelsass  | Altkirch             | Pfirt                 |
| Pfülgriesheim                                 | Pfulgriesheim                     | Filgriese                | Unterelsass | Straßburg-Land       | Truchtersheim         |
| Plobsheim                                     | Plobsheim                         | Plobse                   | Unterelsass | Straßburg-Land       | Geispolsheim          |
| Preuschdorf                                   | Preuschdorf                       | Prischdorf               | Unterelsass | Haguenau-Wissembourg | Wörth                 |
| Prinzheim                                     | Printzheim                        | Prìnze                   | Unterelsass | Zabern               | Zabern                |
| Puberg                                        | Puberg                            | Puberich                 | Unterelsass | Zabern               | Lützelstein           |
| Pulversheim                                   | Pulversheim                       | Bulwersche               | Oberelsass  | Gebweiler            | Ensisheim             |
| Quatzenheim                                   | Quatzenheim                       | Zwàtzne                  | Unterelsass | Straßburg-Land       | Truchtersheim         |
| Rädersdorf                                    | Raedersdorf                       | Raderschderf             | Oberelsass  | Altkirch             | Pfirt                 |
| Rädersheim                                    | Raedersheim                       | Radersche                | Oberelsass  | Gebweiler            | Sulz                  |
| Rammersmatt                                   | Rammersmatt                       | Ràmmerschmàtt            | Oberelsass  | Thann                | Thann                 |
| Rangen                                        | Rangen                            | Rànge                    | Unterelsass | Zabern               | Maursmünster          |
| Ranspach                                      | Ranspach                          | Rànschbàch               | Oberelsass  | Thann                | Sankt Amarin          |
| Rantsweiler                                   | Rantzwiller                       | Rànzwiller               | Oberelsass  | Mülhausen            | Sierenz               |
| Rappoltstein                                  | Ribeaupierre                      |                          | Oberelsass  | Rappoltsweiler       | Rappoltsweiler        |
| Rappoltsweiler                                | Ribeauvillé                       | Ràppschwihr              | Oberelsass  | Rappoltsweiler       | Rappoltsweiler        |
| Ratzweiler                                    | Ratzwiller                        | Rotschwiller             | Unterelsass | Zabern               | Saarunion             |
| Rauweiler                                     | Rauwiller                         | Ruuwiller                | Unterelsass | Zabern               | Drulingen             |
| Regisheim                                     | Réguisheim                        | Rexe                     | Oberelsass  | Gebweiler            | Ensisheim             |
| Reichenweier                                  | Riquewihr                         | Richewihr                | Oberelsass  | Rappoltsweiler       | Kaysersberg           |
| Reichsfeld                                    | Reichsfeld                        | Risfald                  | Unterelsass | Schlettstadt-Erstein | Barr                  |
| Reichshofen                                   | Reichshoffen                      | Risshoffe                | Unterelsass | Haguenau-Wissembourg | Niederbronn           |
| Reichstett                                    | Reichstett                        | Richstett                | Unterelsass | Straßburg-Land       | Mundolsheim           |
| Reichweiler                                   | Richwiller                        | Richwiller               | Oberelsass  | Mülhausen            | Wittenheim            |
| Reinhardsmünster                              | Reinhardsmunster                  | Neiderfel                | Unterelsass | Zabern               | Maursmünster          |
| Reiningen                                     | Reiningue                         | Rainige                  | Oberelsass  | Mülhausen            | Wittenheim            |
| Reipertsweiler                                | Reipertswiller                    | Rippertswiller           | Unterelsass | Zabern               | Lützelstein           |
| Reitweiler                                    | Reitwiller                        |                          |             |                      |                       |
| Retschweiler                                  | Retschwiller                      | Retschwiller             | Unterelsass | Haguenau-Wissembourg | Sulz                  |
| Retzweiler                                    | Retzwiller                        | Ratzwìller               | Oberelsass  | Altkirch             | Dammerkirch           |
| Reutenburg                                    | Reutenbourg                       | Riteburi                 | Unterelsass | Zabern               | Maursmünster          |
| Rexingen                                      | Rexingen                          | Rexinge                  | Unterelsass | Zabern               | Drulingen             |
| Rheinau                                       | Rhinau                            | Rhinài                   | Unterelsass | Schlettstadt-Erstein | Benfeld               |
| Richtolsheim                                  | Richtolsheim                      | Rìchtelse                | Unterelsass | Schlettstadt-Erstein | Markolsheim           |
| Riedisheim                                    | Riedisheim                        | Riedese                  | Oberelsass  | Mülhausen            | Habsheim              |
| Riedselz                                      | Riedseltz                         | Ridselz                  | Unterelsass | Haguenau-Wissembourg | Weißenburg            |
| Riedweier                                     | Riedwihr                          | Riedwihr                 | Oberelsass  | Colmar               | Andolsheim            |
| Riespach                                      | Riespach                          | Rieschbi                 | Oberelsass  | Altkirch             | Hirsingen             |
| Rimbach                                       | Rimbach-près-Guebwiller           | Rìmbàch                  | Oberelsass  | Gebweiler            | Gebweiler             |
| Rimbach                                       | Rimbach-près-Masevaux             | Rìmbàch                  | Oberelsass  | Thann                | Masmünster            |
| Rimbachzell                                   | Rimbachzell                       | Rìmbàchzall              | Oberelsass  | Gebweiler            | Gebweiler             |
| Rimsdorf                                      | Rimsdorf                          | Rìmschdroff              | Unterelsass | Zabern               | Saarunion             |
| Ringeldorf                                    | Ringeldorf                        | Rìngeldorf               | Unterelsass | Straßburg-Land       | Hochfelden            |
| Ringendorf                                    | Ringendorf                        | Rìngendorf               | Unterelsass | Straßburg-Land       | Hochfelden            |
| Rittershoffen                                 | Rittershoffen                     | Ritterschoffe            | Unterelsass | Haguenau-Wissembourg | Sulz                  |
| Rixheim                                       | Rixheim                           | Rìxe                     | Oberelsass  | Mülhausen            | Habsheim              |
| Rodern                                        | Rodern                            | Rodre                    | Oberelsass  | Rappoltsweiler       | Rappoltsweiler        |
| Rodern                                        | Roderen                           | Rodre                    | Oberelsass  | Thann                | Thann                 |
| Roggenhausen                                  | Roggenhouse                       | Roggehüse                | Oberelsass  | Gebweiler            | Ensisheim             |
| Roggensbach                                   | Ranrupt                           | (*)                      | Unterelsass | Molsheim             | Saal                  |
| Rohr                                          | Rohr                              | Ruur                     | Unterelsass | Straßburg-Land       | Truchtersheim         |
| Rohrweiler                                    | Rohrwiller                        | Rowiller                 | Unterelsass | Haguenau-Wissembourg | Bischweiler           |
| Romansweiler                                  | Romanswiller                      | Rumedswiller             | Unterelsass | Molsheim             | Wasselnheim           |
| Roppenheim                                    | Roppenheim                        | Roppenem                 | Unterelsass | Haguenau-Wissembourg | Bischweiler           |
| Roppenzweiler                                 | Roppentzwiller                    | Roppezwiller             | Oberelsass  | Altkirch             | Pfirt                 |
| Rorschweier                                   | Rorschwihr                        | Rorschwihr               | Oberelsass  | Rappoltsweiler       | Rappoltsweiler        |
| Röschwoog                                     | Rœschwoog                         | Reschwuch                | Unterelsass | Haguenau-Wissembourg | Bischweiler           |
| Rosenau                                       | Rosenau                           | Rosenöi                  | Oberelsass  | Mülhausen            | Hüningen              |
| Rosenweiler                                   | Rosenwiller                       | Rosewiller               | Unterelsass | Molsheim             | Rosheim               |
| Rosheim                                       | Rosheim                           | Roose                    | Unterelsass | Molsheim             | Rosheim               |
| Rossfeld                                      | Rossfeld                          | Rossfald                 | Unterelsass | Schlettstadt-Erstein | Benfeld               |
| Rosteig                                       | Rosteig                           | Roschtai                 | Unterelsass | Zabern               | Lützelstein           |
| Rothau                                        | Rothau                            | (*) Ruudöi               | Unterelsass | Molsheim             | Schirmeck             |
| Rothbach                                      | Rothbach                          | Ruubach                  | Unterelsass | Haguenau-Wissembourg | Niederbronn           |
| Rott                                          | Rott                              | Rott (Unterelsass)       | Unterelsass | Haguenau-Wissembourg | Weißenburg            |
| Rottelsheim                                   | Rottelsheim                       | Rottelse                 | Unterelsass | Straßburg-Land       | Brumath               |
| Rüderbach                                     | Ruederbach                        | Rüederbi                 | Oberelsass  | Altkirch             | Hirsingen             |
| Rufach                                        | Rouffach                          | Rufàch                   | Oberelsass  | Gebweiler            | Rufach                |
| Rülisheim                                     | Ruelisheim                        | Rüelese                  | Oberelsass  | Mülhausen            | Illzach               |
| Rumersheim                                    | Rumersheim-le-Haut                | Rümersche                | Oberelsass  | Gebweiler            | Ensisheim             |
| Rumersheim (Teil von Berstett)                | Rumersheim                        |                          | Unterelsass | Straßburg-Land       | Truchtersheim         |
| Runzenheim                                    | Rountzenheim                      | Runzenem                 | Unterelsass | Haguenau-Wissembourg |                       |
| Ruprechtsau                                   | La Robertsau                      |                          |             |                      |                       |
| Russ                                          | Russ                              | (*) Rüss                 | Unterelsass | Molsheim             | Schirmeck             |
| Rüstenhart                                    | Rustenhart                        | Reschehart               | Oberelsass  | Gebweiler            | Ensisheim             |
| Saal                                          | Saales                            | (*)                      | Unterelsass | Molsheim             | Saal                  |
| Saarunion                                     | Sarre-Union                       | Buckenum                 | Unterelsass | Zabern               | Saarunion             |
| Saarwerden                                    | Sarrewerden                       | Sààrwerde                | Unterelsass | Zabern               | Saarunion             |
| Saasenheim                                    | Saasenheim                        | Sààse                    | Unterelsass | Schlettstadt-Erstein | Markolsheim           |
| Salental                                      | Salenthal                         | Sàledàl                  | Unterelsass | Zabern               | Maursmünster          |
| Salmbach                                      | Salmbach                          | Sàlembàch                | Unterelsass | Haguenau-Wissembourg |                       |
| Salzern                                       | Saulxures                         | (*)                      | Unterelsass | Molsheim             | Saal                  |
| Sand                                          | Sand                              | Sànd                     | Unterelsass | Schlettstadt-Erstein | Benfeld               |
| Sankt Amarin                                  | Saint-Amarin                      | Sàntàmàrì                | Oberelsass  | Thann                | Sankt Amarin          |
| Sankt Bernhard                                | Saint-Bernard                     | Sànkt Bernhàrd           | Oberelsass  | Altkirch             | Altkirch              |
| Sankt Blasius                                 | Saint-Blaise-la-Roche             | (*)                      | Unterelsass | Molsheim             | Saal                  |
| Sankt Cosman                                  | Saint-Cosme                       | (*) Sàm Koschma          | Oberelsass  | Altkirch             | Dammerkirch           |
| Sankt Gallen (Teil von Thal bei Maursmünster) | Saint-Gall                        |                          |             |                      |                       |
| Sankt Johann bei Zabern                       | Saint-Jean-Saverne                | Sànt Johànn              | Unterelsass | Zabern               | Zabern                |
| Sankt Kreuz im Lebertal                       | Sainte-Croix-aux-Mines            | (*) Sànkriz              | Oberelsass  | Rappoltsweiler       | Markirch              |
| Sankt Leonhard                                | Saint-Leonard                     |                          |             |                      |                       |
| Sankt Ludwig                                  | Saint-Louis                       | Saint-Louis              | Oberelsass  | Mülhausen            | Hüningen              |
| Sankt Martin                                  | Saint-Martin                      | Sàm-Màrte                | Unterelsass | Schlettstadt-Erstein | Weiler                |
| Sankt Moritz                                  | Saint-Maurice                     | (*)                      | Unterelsass | Schlettstadt-Erstein | Weiler                |
| Sankt Nabor                                   | Saint-Nabor                       | Sant Nawer               | Unterelsass | Molsheim             | Rosheim               |
| St. Odilienberg                               | Mont Sainte-Odile                 |                          |             |                      |                       |
| Sankt Peter                                   | Saint-Pierre                      | Sampeeter                | Unterelsass | Schlettstadt-Erstein | Barr                  |
| Sankt Peter                                   | Saint-Pierre-sur-l'Hâte           |                          |             |                      |                       |
| Sankt Petersholz                              | Saint-Pierre-Bois                 | Sàm Peterschulz          | Unterelsass | Schlettstadt-Erstein | Weiler                |
| Sankt Pilt                                    | Saint-Hippolyte                   | Sampìlt                  | Oberelsass  | Rappoltsweiler       | Rappoltsweiler        |
| Sankt Sebastian                               | Saint-Sébastien                   |                          |             |                      |                       |
| Sankt Ulrich                                  | Saint-Ulrich                      | Sant Üelri               | Oberelsass  | Altkirch             | Hirsingen             |
| Sässolsheim                                   | Saessolsheim                      | Saselse                  | Unterelsass | Straßburg-Land       | Hochfelden            |
| Sausheim                                      | Sausheim                          | Sàise                    | Oberelsass  | Mülhausen            | Illzach               |
| Schäffersheim                                 | Schaeffersheim                    | Schafersche              | Unterelsass | Schlettstadt-Erstein | Erstein               |
| Schaffhausen an der Zorn                      | Schaffhouse-sur-Zorn              | Schaffhüse               | Unterelsass | Straßburg-Land       | Hochfelden            |
| Schaffhausen bei Selz                         | Schaffhouse-près-Seltz            | Schàffhöise              | Unterelsass | Haguenau-Wissembourg | Selz                  |
| Schaffnatt am Weiher                          | Chavannes-sur-l’Étang             | (*)                      | Oberelsass  | Altkirch             | Dammerkirch           |
| Schalkendorf                                  | Schalkendorf                      | Schàlkedorf              | Unterelsass | Zabern               | Buchsweiler           |
| Scheibenhard                                  | Scheibenhard                      | Schaiwert                | Unterelsass | Haguenau-Wissembourg | Lauterburg            |
| Scherlenheim                                  | Scherlenheim                      | Scharle                  | Unterelsass | Straßburg-Land       | Hochfelden            |
| Scherweiler                                   | Scherwiller                       | Scherwiller              | Unterelsass | Schlettstadt-Erstein | Schlettstadt          |
| Schillersdorf                                 | Schillersdorf                     | Schìllerschdorf          | Unterelsass | Zabern               | Buchsweiler           |
| Schiltigheim                                  | Schiltigheim                      | Schìlige                 | Unterelsass | Straßburg-Land       | Schiltigheim          |
| Schirmeck                                     | Schirmeck                         | Schirmeck                | Unterelsass | Molsheim             | Schirmeck             |
| Schirmeck-Vorbruck                            | Schirmeck-la-Broque               |                          | Unterelsass |                      |                       |
| Schirrhein                                    | Schirrhein                        | Schirain / Schiran       | Unterelsass | Haguenau-Wissembourg | Bischweiler           |
| Schirrhofen                                   | Schirrhoffen                      | Schirroft / Schirroffe   | Unterelsass | Haguenau-Wissembourg | Bischweiler           |
| Schleithal                                    | Schleithal                        | Schlatel                 | Unterelsass | Haguenau-Wissembourg | Weißenburg            |
| Schlettstadt                                  | Sélestat                          | Schlettstàdt             | Unterelsass | Schlettstadt-Erstein | Schlettstadt          |
| Schlierbach                                   | Schlierbach                       | Schlierbi                | Oberelsass  | Mülhausen            | Sierenz               |
| Schnersheim                                   | Schnersheim                       | Schnarsche               | Unterelsass | Straßburg-Land       | Truchtersheim         |
| Schnierlach                                   | Lapoutroie                        | (*) Schnierlach          | Oberelsass  | Rappoltsweiler       | Schnierlach           |
| Schönau                                       | Schœnau                           | Scheenài                 | Unterelsass | Schlettstadt-Erstein | Markolsheim           |
| Schönburg                                     | Schœnbourg                        | Scheenburi               | Unterelsass | Zabern               | Lützelstein           |
| Schönenberg                                   | Belmont                           | (*)                      | Unterelsass | Molsheim             | Schirmeck             |
| Schönenburg                                   | Schœnenbourg                      | Scheeneburi              | Unterelsass | Haguenau-Wissembourg | Sulz                  |
| Schöngrund                                    | Bellefosse                        | (*)                      | Unterelsass | Molsheim             | Schirmeck             |
| Schoppenweier                                 | Schoppenwihr                      |                          | Oberelsass  |                      |                       |
| Schopperten                                   | Schopperten                       | Schopperte               | Unterelsass | Zabern               | Saarunion             |
| Schwabweiler                                  | Schwabwiller                      |                          | Unterelsass |                      |                       |
| Schweighausen (Teil von Lautenbach)           | Schweighouse                      |                          |             |                      |                       |
| Schweighausen bei Thann                       | Schweighouse-Thann                | Schwaighüse-Thànn        | Oberelsass  | Thann                | Sennheim              |
| Schweighausen im Elsass                       | Schweighouse-sur-Moder            | Schwaighüse              | Unterelsass | Haguenau-Wissembourg | Hagenau               |
| Schweinheim                                   | Schwenheim                        | Schwäne                  | Unterelsass | Zabern               | Maursmünster          |
| Schwindratzheim                               | Schwindratzheim                   | Schwìngelse              | Unterelsass | Straßburg-Land       | Hochfelden            |
| Schwoben                                      | Schwoben                          | Schwobe                  | Oberelsass  | Altkirch             | Altkirch              |
| Schwobsheim                                   | Schwobsheim                       | Schwobse                 | Unterelsass | Schlettstadt-Erstein | Markolsheim           |
| Seebach                                       | Seebach                           | Seebàch                  | Unterelsass | Haguenau-Wissembourg | Weißenburg            |
| Selz                                          | Seltz                             | Selz                     | Unterelsass | Weißenburg           | Selz                  |
| Sennheim                                      | Cernay                            | Sanne                    | Oberelsass  | Thann                | Sennheim              |
| Sentheim                                      | Sentheim                          | Sante                    | Oberelsass  | Thann                | Masmünster            |
| Sermersheim                                   | Sermersheim                       | Sarmersche               | Unterelsass | Schlettstadt-Erstein | Benfeld               |
| Sessenheim                                    | Sessenheim                        | Sasem / Sasene           | Unterelsass | Haguenau-Wissembourg | Bischweiler           |
| Sewen                                         | Sewen                             | Seewe                    | Oberelsass  | Thann                | Masmünster            |
| Sickert                                       | Sickert                           | Seekert                  | Oberelsass  | Thann                | Masmünster            |
| Siegen                                        | Siegen                            | Sije                     | Unterelsass | Haguenau-Wissembourg | Selz                  |
| Sierenz                                       | Sierentz                          | Sierez                   | Oberelsass  | Mülhausen            | Sierenz               |
| Sieweiler                                     | Siewiller                         | Sììwiller                | Unterelsass | Zabern               | Drulingen             |
| Sigolsheim                                    | Sigolsheim                        | Seielse                  | Oberelsass  | Rappoltsweiler       | Kaysersberg           |
| Silzheim                                      | Siltzheim                         | Sìlze                    | Unterelsass | Zabern               | Saarunion             |
| Singrist                                      | Singrist                          | Sìnggrìscht              | Unterelsass | Zabern               | Maursmünster          |
| Solbach                                       | Solbach                           | Solbàch                  | Unterelsass | Molsheim             | Schirmeck             |
| Sondernach                                    | Sondernach                        | Sundernà                 | Oberelsass  | Colmar               | Münster               |
| Sondersdorf                                   | Sondersdorf                       | Sungerschderf            | Oberelsass  | Altkirch             | Pfirt                 |
| Sparsbach                                     | Sparsbach                         | Spàrschbàch              | Unterelsass | Zabern               | Lützelstein           |
| Staffelfelden                                 | Staffelfelden                     | Stàffelfalde             | Oberelsass  | Thann                | Sennheim              |
| Stattmatten                                   | Stattmatten                       | Stàttmàtte               | Unterelsass | Haguenau-Wissembourg | Bischweiler           |
| Steige                                        | Steige                            | (*) Stai                 | Unterelsass | Schlettstadt-Erstein | Weiler                |
| Steinbach                                     | Steinbach                         | Staibàch                 | Oberelsass  | Thann                | Sennheim              |
| Steinburg                                     | Steinbourg                        | Staiweri                 | Unterelsass | Zabern               | Zabern                |
| Steinselz                                     | Steinseltz                        | Stanselz                 | Unterelsass | Haguenau-Wissembourg | Weißenburg            |
| Steinsulz                                     | Steinsoultz                       | Staiselz                 | Oberelsass  | Altkirch             | Hirsingen             |
| Sternenberg                                   | Sternenberg                       | Starnebarg               | Oberelsass  | Altkirch             | Dammerkirch           |
| Stetten                                       | Stetten                           | Stette                   | Oberelsass  | Mülhausen            | Sierenz               |
| Still                                         | Still                             | Stìll                    | Unterelsass | Molsheim             | Molsheim              |
| Storkensauen                                  | Storckensohn                      | Storksoh                 | Oberelsass  | Thann                | Sankt Amarin          |
| Stoßweier                                     | Stosswihr                         | Stooswihr                | Oberelsass  | Colmar               | Münster               |
| Stotzheim                                     | Stotzheim                         | Stotze                   | Unterelsass | Schlettstadt-Erstein | Barr                  |
| Straßburg                                     | Strasbourg                        | Stroosburi               | Unterelsass | Straßburg-Stadt      | Straßburg             |
| Struth                                        | Struth                            | Struth                   | Unterelsass | Zabern               | Lützelstein           |
| Strüth                                        | Strueth                           | Strüeth                  | Oberelsass  | Altkirch             | Hirsingen             |
| Stundweiler                                   | Stundwiller                       | Stundwiller              | Unterelsass | Haguenau-Wissembourg | Sulz                  |
| Stutzheim-Offenheim                           | Stutzheim-Offenheim               | Stìtze-Offne             | Unterelsass | Straßburg-Land       | Truchtersheim         |
| Suffelweyersheim                              | Souffelweyersheim                 | Süffelwirsche            | Unterelsass | Straßburg-Land       | Mundolsheim           |
| Sufflenheim                                   | Soufflenheim                      | Süfflum                  | Unterelsass | Haguenau-Wissembourg | Bischweiler           |
| Sulz                                          | Soultz-Haut-Rhin                  | Sulz                     | Oberelsass  | Gebweiler            | Sulz                  |
| Sulz unterm Wald                              | Soultz-sous-Forêts                | Sulz                     | Unterelsass | Weißenburg           | Sulz                  |
| Bad Sulzbach                                  | Soultzbach-les-Bains              | Sulzbàch                 | Oberelsass  | Colmar               | Münster               |
| Sulzbad                                       | Soultz-les-Bains                  | Sulz                     | Unterelsass | Molsheim             | Molsheim              |
| Sulzern                                       | Soultzeren                        | Sulzere                  | Oberelsass  | Colmar               | Münster               |
| Sulzmatt                                      | Soultzmatt                        | Sulzmàtt                 | Oberelsass  | Gebweiler            | Rufach                |
| Sundhausen                                    | Sundhouse                         | Sundhüse                 | Unterelsass | Schlettstadt-Erstein | Markolsheim           |
| Sundhofen                                     | Sundhoffen                        | Sundhofe                 | Oberelsass  | Colmar               | Andolsheim            |
| Surburg                                       | Surbourg                          | Sürburi                  | Unterelsass | Haguenau-Wissembourg | Sulz                  |
| Tagolsheim                                    | Tagolsheim                        | Dàgelse                  | Oberelsass  | Altkirch             | Altkirch              |
| Tagsdorf                                      | Tagsdorf                          | Tàgsdorf                 | Oberelsass  | Altkirch             | Altkirch              |
| Thal bei Drulingen                            | Thal-Drulingen                    | Dààl                     | Unterelsass | Zabern               | Drulingen             |
| Thal bei Maursmünster                         | Thal-Marmoutier                   | Dààl                     | Unterelsass | Zabern               | Maursmünster          |
| Thann                                         | Thann                             | Dànn                     | Oberelsass  | Thann                | Thann                 |
| Thannenkirch                                  | Thannenkirch                      | Dànnekìrich              | Oberelsass  | Rappoltsweiler       | Rappoltsweiler        |
| Thannweiler                                   | Thanvillé                         | Dawiller                 | Unterelsass | Schlettstadt-Erstein | Weiler                |
| Tieffenbach                                   | Tieffenbach                       | Diefebàch                | Unterelsass | Zabern               | Lützelstein           |
| Tränheim                                      | Traenheim                         | Draane                   | Unterelsass | Molsheim             | Wasselnheim           |
| Triembach                                     | Triembach-au-Val                  | Driembàch                | Unterelsass | Schlettstadt-Erstein | Weiler                |
| Trimbach                                      | Trimbach                          | Drimbàch                 | Unterelsass | Haguenau-Wissembourg | Selz                  |
| Truchtersheim                                 | Truchtersheim                     | Trüdersche               | Unterelsass | Straßburg-Land       | Truchtersheim         |
| Türkheim                                      | Turckheim                         | Tìrke                    | Oberelsass  | Colmar               | Winzenheim            |
| Überach                                       | Uberach                           | Ìwerach                  | Unterelsass | Haguenau-Wissembourg | Niederbronn           |
| Überstrass                                    | Ueberstrass                       | Iwerstrooss              | Oberelsass  | Altkirch             | Hirsingen             |
| Uffheim                                       | Uffheim                           | Üffe                     | Oberelsass  | Mülhausen            | Sierenz               |
| Uffholz                                       | Uffholtz                          | Üffholz                  | Oberelsass  | Thann                | Sennheim              |
| Uhlweiler                                     | Uhlwiller                         | Ühlwìller                | Unterelsass | Haguenau-Wissembourg | Hagenau               |
| Uhrweiler                                     | Uhrwiller                         | Örwìller                 | Unterelsass | Haguenau-Wissembourg | Niederbronn           |
| Ungersheim                                    | Ungersheim                        | Ungersche                | Oberelsass  | Gebweiler            | Sulz                  |
| Urbach a.d. Breusch                           | Fouday                            | (*)                      | Unterelsass | Molsheim             | Schirmeck             |
| Urbach b. Kaysersberg                         | Fréland                           | (*) Ürbach               | Oberelsass  | Rappoltsweiler       | Schnierlach           |
| Urbeis                                        | Orbey                             | (*) Urwes                | Oberelsass  | Rappoltsweiler       | Schnierlach           |
| Urbeis                                        | Urbeis                            | (*) Urwais               | Unterelsass | Schlettstadt-Erstein | Weiler                |
| Urbis                                         | Urbès                             | Urwes                    | Oberelsass  | Thann                | Sankt Amarin          |
| Urmatt                                        | Urmatt                            | Ürmott                   | Unterelsass | Molsheim             | Molsheim              |
| Urschenheim                                   | Urschenheim                       | Ürsche                   | Oberelsass  | Colmar               | Andolsheim            |
| Uttenheim                                     | Uttenheim                         | Üetene                   | Unterelsass | Schlettstadt-Erstein | Erstein               |
| Uttenhofen                                    | Uttenhoffen                       | Ötehoffe                 | Unterelsass | Haguenau-Wissembourg | Niederbronn           |
| Uttweiler                                     | Uttwiller                         | Üetwiller                | Unterelsass | Zabern               | Buchsweiler           |
| Valff                                         | Valff                             | Vàlf                     | Unterelsass | Schlettstadt-Erstein | Oberehnheim           |
| Vendenheim                                    | Vendenheim                        | Vangene                  | Unterelsass | Straßburg-Land       | Brumath               |
| Vierwinden                                    | Les Quatres-Vents                 |                          |             |                      |                       |
| Vogelgrün                                     | Vogelgrun                         | Vogelgrien               | Oberelsass  | Colmar               | Neu-Breisach          |
| Vögtlinshofen                                 | Vœgtlinshoffen                    | Vegelshofe               | Oberelsass  | Colmar               | Winzenheim            |
| Volgelsheim                                   | Volgelsheim                       | Volgelse                 | Oberelsass  | Colmar               | Neu-Breisach          |
| Volkensberg/Folgensburg                       | Folgensbourg                      | Folgeschburg             | Oberelsass  | Mülhausen            | Hüningen              |
| Volksberg                                     | Volksberg                         | Volkschburi              | Unterelsass | Zabern               | Drulingen             |
| Völlerdingen                                  | Vœllerdingen                      | Vellerdìnge              | Unterelsass | Zabern               | Saarunion             |
| Vorbruck                                      | La Broque                         | (*)                      | Unterelsass | Molsheim             | Schirmeck             |
| Wahlbach                                      | Wahlbach                          | Wàhlbi                   | Oberelsass  | Mülhausen            | Sierenz               |
| Wahlenheim                                    | Wahlenheim                        | Wàhle                    | Unterelsass | Haguenau-Wissembourg | Hagenau               |
| Walbach                                       | Walbach                           | Wàlbàch                  | Oberelsass  | Colmar               | Winzenheim            |
| Walburg                                       | Walbourg                          | Wàlburi                  | Unterelsass | Haguenau-Wissembourg | Wörth                 |
| Waldersbach                                   | Waldersbach                       | Wàlderschbàch            | Unterelsass | Molsheim             | Schirmeck             |
| Waldhambach                                   | Waldhambach                       | Hàmbàch                  | Unterelsass | Zabern               | Drulingen             |
| Waldighofen                                   | Waldighofen                       | Wàldighofe               | Oberelsass  | Altkirch             | Hirsingen             |
| Waldolwisheim                                 | Waldolwisheim                     | Wololse                  | Unterelsass | Zabern               | Zabern                |
| Walf                                          | Valff                             | Vàlf                     | Unterelsass | Schlettstadt-Erstein |                       |
| Walheim                                       | Walheim                           | Wàhle                    | Oberelsass  | Altkirch             | Altkirch              |
| Walk                                          | La Walck                          | d Wàlik                  | Unterelsass | Haguenau-Wissembourg | Niederbronn           |
| Waltenheim                                    | Waltenheim                        | Wàltene                  | Oberelsass  | Mülhausen            | Sierenz               |
| Waltenheim an der Zorn                        | Waltenheim-sur-Zorn               | Wàltene                  | Unterelsass | Straßburg-Land       | Hochfelden            |
| Wangen                                        | Wangen                            | Wànge                    | Unterelsass | Molsheim             | Wasselnheim           |
| Wangenburg-Engenthal                          | Wangenbourg-Engenthal             | Wàngeburi-Angedààl       | Unterelsass | Molsheim             | Wasselnheim           |
| Wanzel                                        | La Vancelle                       | Wànzel                   | Unterelsass | Schlettstadt-Erstein | Schlettstadt          |
| Wanzenau                                      | La Wantzenau                      | d Wànzenöi               | Unterelsass | Straßburg-Land       | Brumath               |
| Wasselnheim                                   | Wasselonne                        | Wàssle                   | Unterelsass | Molsheim             | Wasselnheim           |
| Wasserburg                                    | Wasserbourg                       | Wàsserburig              | Oberelsass  | Colmar               | Münster               |
| Wattweiler                                    | Wattwiller                        | Wàttwiller               | Oberelsass  | Thann                | Sennheim              |
| Weckolsheim                                   | Weckolsheim                       | Wackelse                 | Oberelsass  | Colmar               | Neu-Breisach          |
| Wegscheid                                     | Wegscheid                         | Wagschaid                | Oberelsass  | Thann                | Masmünster            |
| Weier auf'm Land (Teil von Horburg-Weier)     | Wihr-en-Plaine                    | Wihr uf dem Land         | Oberelsass  |                      |                       |
| Weier im Thal                                 | Wihr-au-Val                       | Wihr ìm Dàl              | Oberelsass  | Colmar               |                       |
| Weiler                                        | Willer                            | Willer                   | Oberelsass  | Altkirch             | Altkirch              |
| Weiler                                        | Willer-sur-Thur                   | Willer                   | Oberelsass  | Thann                | Thann                 |
| Weiler                                        | Villé                             | Willer                   | Unterelsass | Schlettstadt-Erstein | Weiler                |
| Weinburg                                      | Weinbourg                         | Wimburi                  | Unterelsass | Zabern               | Buchsweiler           |
| Weislingen                                    | Weislingen                        | Wislìnge                 | Unterelsass | Zabern               | Drulingen             |
| Weißenburg                                    | Wissembourg                       | Waisseburch / Wisseburi  | Unterelsass | Haguenau-Wissembourg | Weißenburg            |
| Weitbruch                                     | Weitbruch                         | Widbrüech                | Unterelsass | Haguenau-Wissembourg | Hagenau               |
| Weitersweiler                                 | Weiterswiller                     | Witerschwiller           | Unterelsass | Zabern               | Lützelstein           |
| Welschensteinbach                             | Eteimbes                          | (*) Welschestaibach      | Oberelsass  | Altkirch             | Dammerkirch           |
| Wenzweiler                                    | Wentzwiller                       | Wanzwìller               | Oberelsass  | Mülhausen            | Hüningen              |
| Werenzhausen                                  | Werentzhouse                      | Werenzhüse               | Oberelsass  | Altkirch             | Pfirt                 |
| Westhalten                                    | Westhalten                        | Waschthàlte              | Oberelsass  | Gebweiler            | Rufach                |
| Westhausen                                    | Westhouse                         | Wesch                    | Unterelsass | Schlettstadt-Erstein | Erstein               |
| Westhausen b. Maursmünster                    | Westhouse-Marmoutier              | Weschthüse               | Unterelsass | Zabern               | Maursmünster          |
| Westhofen im Elsaß                            | Westhoffen                        | Weschthoffe              | Unterelsass | Molsheim             | Wasselnheim           |
| Wettolsheim                                   | Wettolsheim                       | Wettelse                 | Oberelsass  | Colmar               | Winzenheim            |
| Weyer                                         | Weyer                             | Weier                    | Unterelsass | Zabern               | Drulingen             |
| Weyersheim                                    | Weyersheim                        | Wirsche                  | Unterelsass | Straßburg-Land       | Brumath               |
| Wickerschweier                                | Wickerschwihr                     | Wickerschwìhr            | Oberelsass  | Colmar               | Andolsheim            |
| Wickersheim-Wilshausen                        | Wickersheim-Wilshausen            | Wickersche               | Unterelsass | Straßburg-Land       | Hochfelden            |
| Wiedensohlen                                  | Widensolen                        | Widsole                  | Oberelsass  | Colmar               | Andolsheim            |
| Wildenstein                                   | Wildenstein                       | Wìldestai                | Oberelsass  | Thann-Guebwiller     | Sankt Amarin          |
| Wildersbach                                   | Wildersbach                       | (*) Wìlderschbàch        | Unterelsass | Molsheim             | Schirmeck             |
| Willern                                       | Romagny                           | (*) Romààni              | Oberelsass  | Altkirch             | Dammerkirch           |
| Willgottheim                                  | Willgottheim                      | Wìlde                    | Unterelsass | Straßburg-Land       | Truchtersheim         |
| Wilwisheim                                    | Wilwisheim                        | Wìlse                    | Unterelsass | Straßburg-Land       | Hochfelden            |
| Wimmenau                                      | Wimmenau                          | Wimmenau                 | Unterelsass | Zabern               | Lützelstein           |
| Winberg (Teil von Urbeis)                     | Climont                           |                          | Unterelsass |                      |                       |
| Windstein                                     | Windstein                         | Wìndstain                | Unterelsass | Haguenau-Wissembourg | Niederbronn           |
| Wingen                                        | Wingen                            | Wìnge                    | Unterelsass | Haguenau-Wissembourg | Weißenburg            |
| Wingen an der Moder                           | Wingen-sur-Moder                  | Wìnge                    | Unterelsass | Zabern               | Lützelstein           |
| Wingersheim                                   | Wingersheim                       | Wìngersche               | Unterelsass | Straßburg-Land       | Hochfelden            |
| Winkel                                        | Winkel                            | Wìnkel                   | Oberelsass  | Altkirch             | Pfirt                 |
| Wintershausen                                 | Wintershouse                      | Wìnterschhüse            | Unterelsass | Haguenau-Wissembourg | Hagenau               |
| Winzenbach                                    | Wintzenbach                       | Wìnzebàch                | Unterelsass | Weißenburg           | Selz                  |
| Winzenheim                                    | Wintzenheim                       | Winzene                  | Oberelsass  | Colmar               | Winzenheim            |
| Winzenheim-Kochersberg                        | Wintzenheim-Kochersberg           | Wìnzne                   | Unterelsass | Straßburg-Land       | Truchtersheim         |
| Wisch                                         | Wisches                           | (*)                      | Unterelsass | Molsheim             | Schirmeck             |
| Wittelsheim                                   | Wittelsheim                       | Wittelse                 | Oberelsass  | Thann-Guebwiller     | Sennheim              |
| Wittenheim                                    | Wittenheim                        | Wittene                  | Oberelsass  | Mülhausen            | Wittenheim            |
| Witternheim                                   | Witternheim                       | Wìttre                   | Unterelsass | Schlettstadt-Erstein | Benfeld               |
| Wittersdorf                                   | Wittersdorf                       | Witterschdorf            | Oberelsass  | Altkirch             | Altkirch              |
| Wittersheim                                   | Wittersheim                       | Wìttersche               | Unterelsass | Haguenau-Wissembourg |                       |
| Wittisheim                                    | Wittisheim                        | Wìttse                   | Unterelsass | Schlettstadt-Erstein | Markolsheim           |
| Wiwersheim                                    | Wiwersheim                        | Wiwersche                | Unterelsass | Straßburg-Land       | Truchtersheim         |
| Wolfersdorf                                   | Wolfersdorf                       | Wolferschdorf            | Oberelsass  | Altkirch             | Dammerkirch           |
| Wolfganzen                                    | Wolfgantzen                       | Wolfgàntze               | Oberelsass  | Colmar               | Neu-Breisach          |
| Wolfisheim                                    | Wolfisheim                        | Wolfze                   | Unterelsass | Straßburg-Land       | Mundolsheim           |
| Wolfskirchen                                  | Wolfskirchen                      | Wolfskìrich              | Unterelsass | Zabern               | Saarunion             |
| Wolschheim                                    | Wolschheim                        | Wolsche                  | Unterelsass | Zabern               | Zabern                |
| Wolschweiler                                  | Wolschwiller                      | Wolschwìller             | Oberelsass  | Altkirch             | Pfirt                 |
| Wolxheim                                      | Wolxheim                          | Wolixe                   | Unterelsass | Molsheim             | Molsheim              |
| Wörth an der Sauer                            | Wœrth                             | Werth                    | Unterelsass | Haguenau-Wissembourg | Wörth                 |
| Wünheim                                       | Wuenheim                          | Wüene                    | Oberelsass  | Gebweiler            | Sulz                  |
| Zabern                                        | Saverne                           | Zàwere                   | Unterelsass | Zabern               | Zabern                |
| Zässingen                                     | Zaessingue                        | Zäsige                   | Oberelsass  | Mülhausen            | Sierenz               |
| Zehnacker                                     | Zehnacker                         | Zehnàcker                | Unterelsass | Zabern               | Maursmünster          |
| Zeinheim                                      | Zeinheim                          | Zäine                    | Unterelsass | Zabern               | Maursmünster          |
| Zell                                          | Labaroche                         | (*) Barosch              | Oberelsass  | Rappoltsweiler       | Schnierlach           |
| Zellenberg                                    | Zellenberg                        | Zallebari                | Oberelsass  | Rappoltsweiler       | Kaysersberg           |
| Zellweiler                                    | Zellwiller                        | Zallwiller               | Unterelsass | Schlettstadt-Erstein | Oberehnheim           |
| Zillisheim                                    | Zillisheim                        | Zìlse                    | Oberelsass  | Mülhausen            | Mülhausen Süd         |
| Zimmerbach                                    | Zimmerbach                        | Zìmmerbàch               | Oberelsass  | Colmar               | Winzenheim            |
| Zimmersheim                                   | Zimmersheim                       | Zìmmersche               | Oberelsass  | Mülhausen            | Habsheim              |
| Zinsweiler                                    | Zinswiller                        | Zìnswìller               | Unterelsass | Haguenau-Wissembourg | Niederbronn           |
| Zittersheim                                   | Zittersheim                       | Zìttersche               | Unterelsass | Zabern               | Lützelstein           |
| Zöbersdorf                                    | Zœbersdorf                        | Zäwerschdorf             | Unterelsass | Straßburg-Land       | Hochfelden            |
|                                               |                                   |                          |             |                      |                       |

(*) Französischsprachige Ortschaft